# Loncke (orgelbouwers)

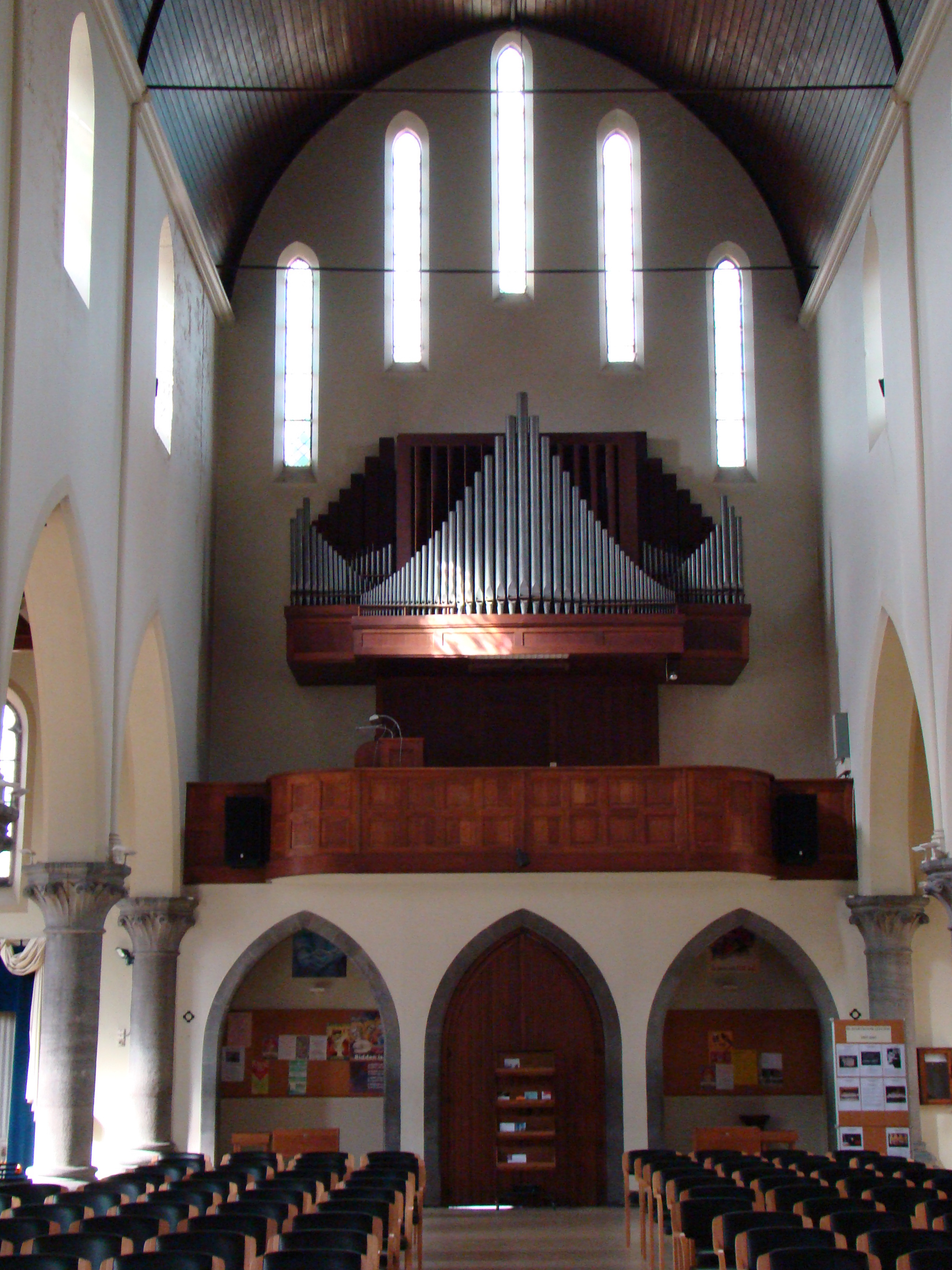
Heilig-Hartkerk in Izegem. Orgel door Jos. en Pieter Loncke uit 1950

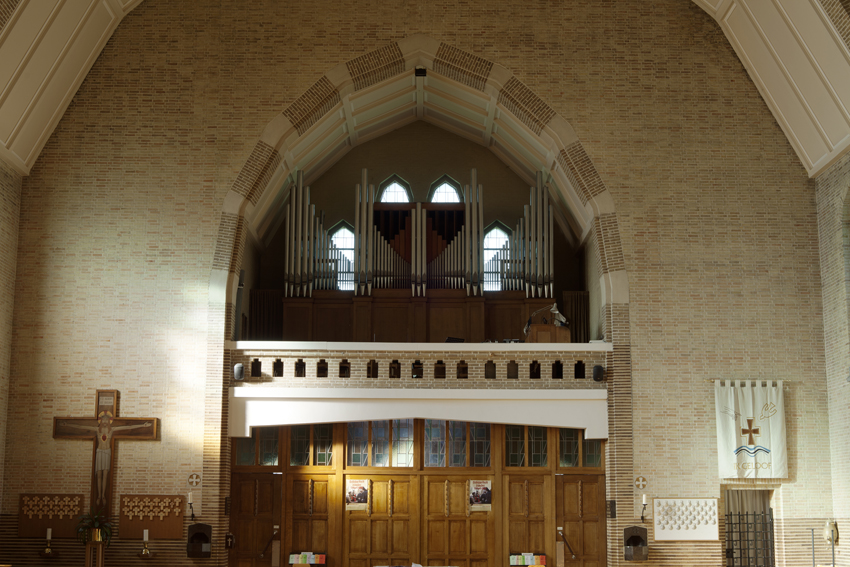
Heilig-Hartkerk in Roeselare. Orgel door Jos. Loncke en Zonen uit 1957

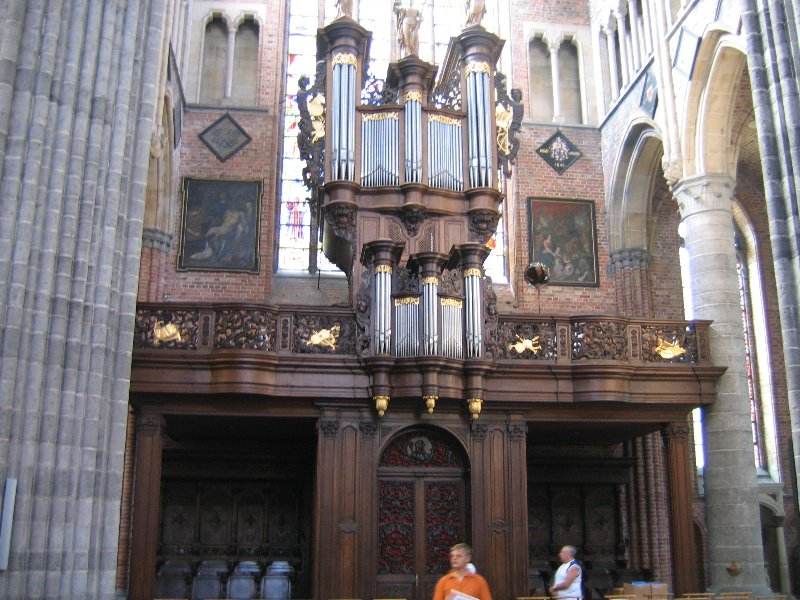
Sint-Walburgakerk in Veurne. Orgel in 1966-67 vernieuwd door Loncke

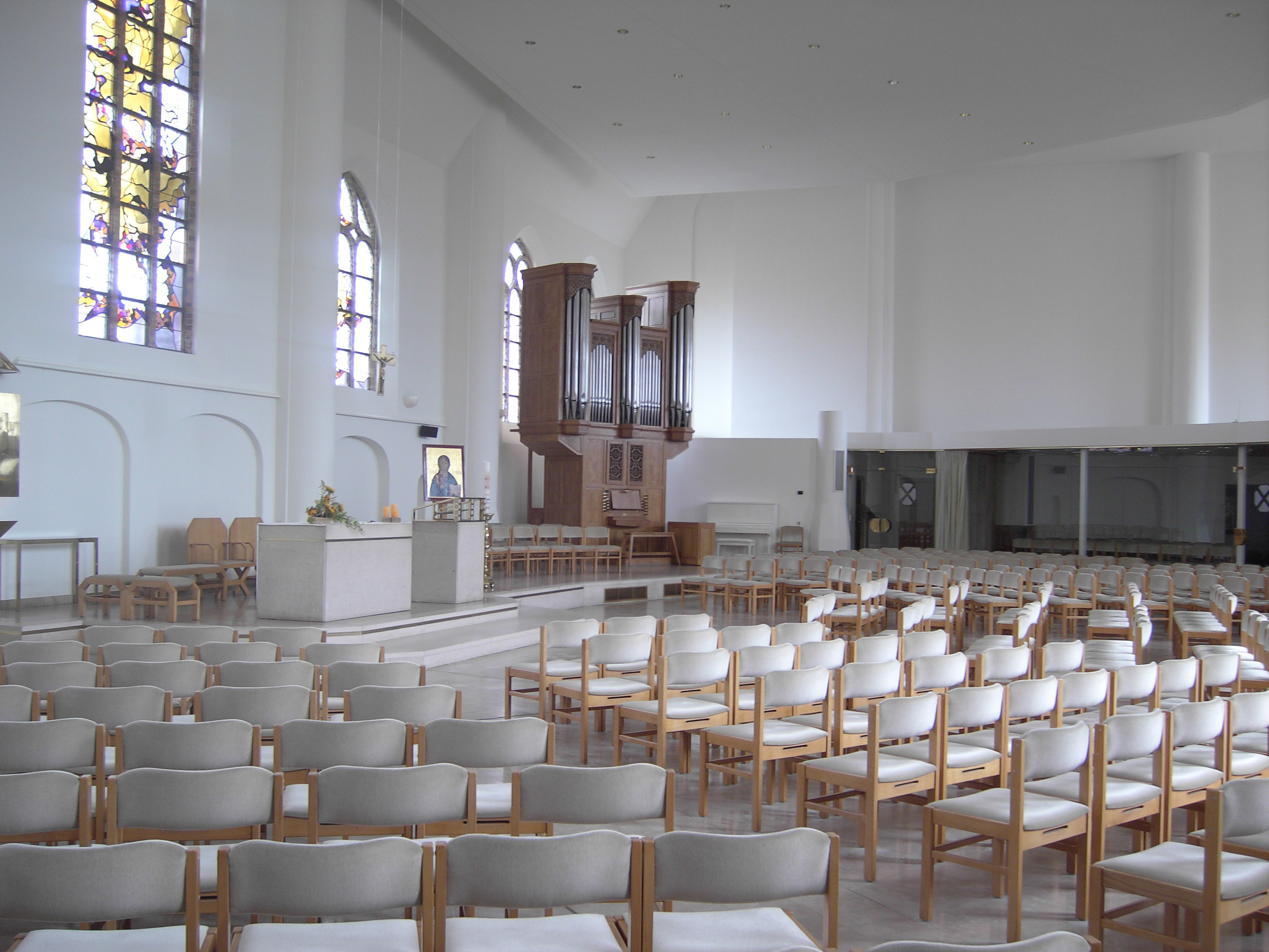
Nieuw orgel in de Sint-Andreaskerk in Woumen, geplaatst in 1988

Loncke is een Belgisch orgelmakersbedrijf in de provincie West-Vlaanderen. Het bedrijf is ontstaan te Hoogstade, waar Pieter Albertus Loncke in 1842 zijn eerste orgel bouwde, en vestigde zich in 1972 in Zarren.

## Geschiedenis

### Pieter Albertus Loncke (1821-1897)
Pieter Albertus Loncke (Hoogstade, 3 mei 1821 - aldaar, 1 maart 1897) zou, volgens sommigen veronderstellen, in de leer geweest zijn bij orgelmaker Van Houtte uit Waregem, omdat Pieter gewerkt heeft in zuid West-Vlaanderen. Organoloog Eduard Gregoir schrijft echter in zijn boek Historique de la facture et des facteurs d'orgues: 
Dans la longue liste des orgues réparés ou restaurés par lui, il aime toujours à rappeler ceux de Langhemarck, près d'Ypres, et les grands orgues de Bergues-St Winox (Nord) ; ces orgues et les travaux qu'il a dû y exécuter, ont été ses seuls et uniques maîtres, car ils ont fini à l'initier à tous les secrets de la facture d'orgues.
 Hij zou dus autodidact zijn geweest. Het verslag van Grégoir lijkt betrouwbaar, daar hij voor zijn boek Pieter heeft geïnterviewd.
Zijn eerste orgel dat hij bouwde in 1842 werd aangekocht en geplaatst in de kerk van Bissezeele in Noord-Frankrijk. Op 26-jarige leeftijd huwde hij Sophie Couteele die samen met drie van zijn kinderen overleden ten gevolge van een epidemie. Het woonhuis van Pieter bestaat nog gedeeltelijk en was tot rond de jaren 1960 de herberg Het Handelshuis in Hoogstade. Zijn medewerkers waren zijn broer François, Jan Baptist Van de Voorde (in de volksmond Tisten Voorde), Engel Vos en de smid van het dorp voor het ijzerwerk.
Pieter Loncke vervaardigde zelf zijn orgelpijpen uit een legering van lood, tin en antimoon. Het metalen pijpwerk kenmerkt zich door dikwandigheid en het metaal is nogal grof geschaafd of geschraapt. Hij vervaardigde ook de klavieren met beenbeleg, de windladen, het mechaniek en de pijpen in hout. Hiervoor werd looizuurarm eikenhout verwerkt (wagenschot). Gewoonlijk werd decoratief in het center van de registertrekknoppen, een rond schijfje in been ingewerkt. De orgelkasten werden op het atelier (werkwinkel) van de orgelmaker vervaardigd, ofwel werd een bestaand orgelmeubel hergebruikt, zoals bijvoorbeeld te Oostvleteren het geval was. In de streek van Veurne werden veel orgels tijdens de beloken tijd door de Franse revolutionairen beroofd van hun metalen orgelpijpen om er kogels van te maken, maar bleven de orgelkast en de orgelonderdelen uit hout veelal bewaard.
Veel orgels van Pieter uit de frontstreek zijn verloren gegaan tijdens de Eerste Wereldoorlog. Op enkele uitzonderingen na van zijn laatste werken, werden zijn orgels, zowel de orgelkas, als de dispositie, afgewerkt volgens de classicistische stijl. Pieter Loncke was ook lid van de kerkfabriek van Hoogstade.

### Frans Xavier Fréderic Loncke (1862-1933), zoon van Pieter Albertus

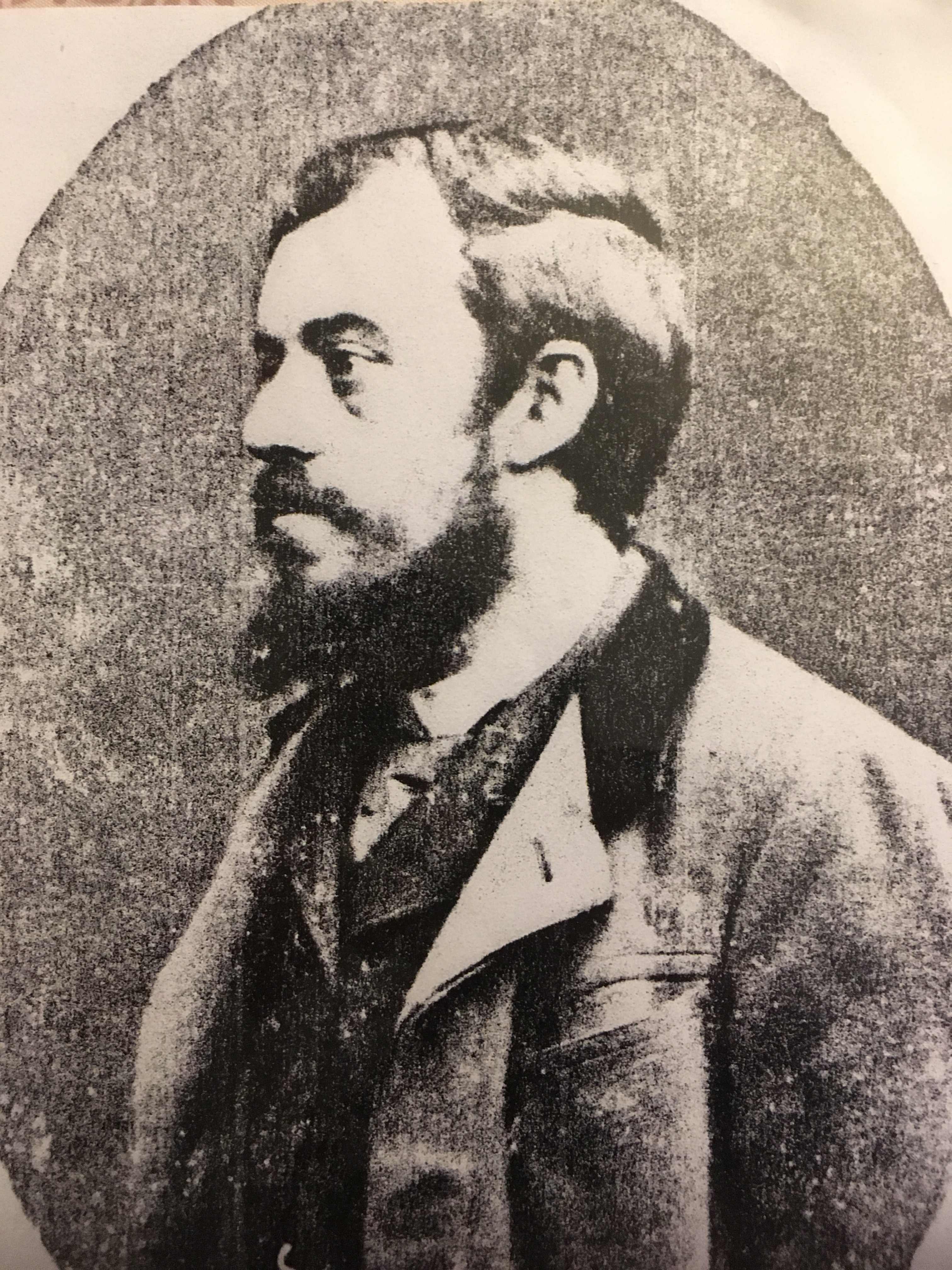
Frans Xavier Fréderic Loncke

Frans Xavier Fréderic Loncke (Hoogstade, 5 juli 1862 - Adinkerke, 13 september 1933) is de zoon van Pieter uit zijn tweede huwelijk met Rosalie Muylle. Hij vatte aanvankelijk de studie aan van onderwijzer in de normaalschool te Torhout. Hij was algemeen bekend onder zijn voornaam Frederik Loncke. Tijdens zijn studententijd was hij redacteur van De Ware Vlaming, een tijdschrift met katholieke politieke strekking en met belangrijke bijdragen over heemkunde uit Veurne-Ambacht en Frans (Zuid) Vlaanderen.
Frederik leerde het orgelambacht van zijn vader. Tijdens zijn jonge jaren was er de toenmalige Belgische schoolstrijd (1879 – 1884) en was er in België geen werk meer voor de orgelmakers, daar alle beschikbare financiële middelen door de geestelijkheid geïnvesteerd werden in het bouwen van vrije scholen. Frederik vernam toen dat er in Ekelsbeke de plaats van kerkekoster vacant was en trok te voet, samen met zijn zuster Lazarie, naar Ekelsbeke, waar hij deze plaats kreeg toegewezen.
Nadat de schoolstrijd in België geluwd was en de tijden voor de orgelmakers financieel beter werden, keerde hij terug naar België. Hij was aanvankelijk gevestigd als orgelmaker te Alveringem, omdat daar de buurtspoorweg Veurne – Oostvleteren – Ieper werd aangelegd.
Hij huwde Marie-Zelie Top, geboren in Beveren-aan-de-IJzer, maar bij hun huwelijk woonachtig in Sint-Gillis bij Brussel. Zij hadden 9 kinderen:
- Maria (× Hilaire Vandooren), baatte een kruidenierszaak uit (de Coopee) te Gijvelde
- Joseph (× Leonie Waermoes), orgelmaker, woonachtig te Esen
- Gabrielle († te Hondschote begin Eerste Wereldoorlog)
- Margriet, religieuze bij de Zusters van Liefde van Heule te Varsenare
- Anna (× Jules Myny)
- Joachima (× Oscar Van Imschoot), beeldhouwer, laatste verblijf te Houtem bij Veurne
- Agnes (× Charles Myny) te Adinkerke
- Pieter (× Irma Myny), orgelmaker, woonachtig te Koksijde
- Antoon († 1 jaar oud).

Marie Zelie Top overleed te Esen in 1901, bij de geboorte van de tweeling Pieter (jr) en Antoon. Frederik huwde een tweede maal: met Eugenie Selschotter, de zus van zijn vriend Emiel Selschotter die hoofdonderwijzer was te Alveringem, maar deze echtgenote ontviel hem kort na zijn huwelijk. Hij huwde een derde maal, nog voor de Eerste Wereldoorlog, met Marie Van Haesebrouck uit Sint-Katharina. Er zijn geen kinderen geboren uit de twee laatste huwelijken.
In 1901 verhuisde Frederik om logistieke redenen van Alveringem naar Esen en ging wonen in het voormalige huis van een biljartmaker. In Esen was er een spoorwegstation op de lijn Adinkerke – Gent en via Adinkerke was er ook een spoorverbinding met Frankrijk (lijn Adinkerke – Bray-Dunes - Duinkerke). Frederik vestigde een bijhuis in het Frans-Vlaamse Hondschote in de rue Coppens nr. 6. In Hondschote was er toen een smalspoorweg naar Sint-Winoksbergen, Bollezele, Hazebroek en Bray-Dunes. De verplaatsingen naar de plaatsen werden per fiets, met de trein of met de tram afgelegd, terwijl het vervoer van het orgel nog met paard en wagen gebeurde, en soms per spoor.
In Esen was Frederik dirigent van de katholieke fanfare en hoofdman van de rederijkerskamer Sint-Barbara. Hij schreef enkele kluchtige toneelstukjes, die veel bijval hadden in Frans-Vlaanderen: Kolonel Poerpot, Een zitting te Busbeke, Een uurtje in de Muizenval. Hij schreef en componeerde enkele boertige liederen: De bruiloft van Tisten oom en Ik ben een boer. Hij schilderde ook graag en was boekenliefhebber. Na de Eerste Wereldoorlog was hij medeoprichter van de plaatselijke boekerij in Esen en hij schonk enkele van zijn boeken aan deze bibliotheek.
Nadat hij een tweede woning had aangekocht in de Diksmuidestraat in Esen, van een zekere bankier Vandromme, werd het eerste aangekochte huis zijn atelier. Het tweede huis werd in de Eerste Wereldoorlog als eerste getroffen door een Duitse obus in oktober 1914. Het stond recht tegenover het kasteel Hof ter zee. Frederik vluchtte in oktober 1914 met zijn gezin naar zijn bijhuis te Hondschote en week nadien uit naar Thuit-Hébert bij Bourgtherhoulde in het Franse departement Eure, om te kunnen genieten van de vluchtelingenpremie. Zijn dochters Maria, Anna en Joachima hadden de intentie te solliciteren om monitrice te worden te Montreuil-sur-Mer, waar de Belgische overheid, om veiligheidsredenen en om onderwijs te verstrekken, de kinderen van achter het front naartoe deporteerde. Toen ze in Calais aankwamen met de trein uit Duinkerke, werden ze prompt door de rijkswacht samen met andere vluchtelingen in een zaal opgesloten. Ze werden tegen alle protest in met een vluchtelingentrein weggevoerd en kwamen uiteindelijk terecht te Thuit-Hébert. Het is onbekend of Frederik in die streek activiteiten aan orgels heeft uitgevoerd. Volgens Joachima bespeelde hij tijdens zijn verblijf het orgel te Bourgtherhoulde.
Medewerkers bij Frederik Loncke in Esen voor de Eerste Wereldoorlog waren volgens Joachima:
- Jules Lemahieu, schrijnwerker
- bij gelegenheid: Richard Theunynck, stoelenmaker van beroep en goede vriend van Frederik
- sporadisch: Theophiel Symoen, zeer vakkundige meubelmaker
- Hector Roelens
- Henri Waeles van Alveringem (die het orgel heeft verbouwd van de kerk van Izenberge. Hij haalde hiervoor de orgelpijpen en de windlade uit het Berger-orgel van de kapel, enkel de orgelkast met frontpijpen bleven achter)
- Cyriel Madelein van Esen
- sporadisch ook: Emiel Schapman, schrijnwerker die naast het atelier woonde
- Camiel Dumon uit Diksmuide

Henri Waeles en Camiel Dumon vergezelden gewoonlijk Frederik ter gelegenheid van de stemronde, alsook zijn zonen Joseph en Pieter Loncke.
Na de heropbouw van Esen in de jaren 1920 werd opnieuw met de orgelbouwactiviteiten in Esen gestart, terwijl de activiteiten in Frankrijk plaats hadden in Gijvelde, Rue Nationale 133 (weg van Gijvelde naar Bray-Dunes) onder de firmanaam Vandooren – Loncke. Bij een incognito bezoek tijdens de werkzaamheden te Esen bezocht Koning Albert I eveneens het in aanbouw zijnde huis van Frederik terwijl ze er bezig waren met het dak. Het nieuws van het bezoek van de koning te Esen liep als een lopend vuur rond in het dorp en de Esenaren waren zeer verheugd over zijn komst en zijn meevoelen met de burgers. Protocol kwam er naar verluidt niet bij te pas.
Frederiks oudste dochter Maria was gehuwd met de Gijveldenaar schrijnwerker Hilaire Vandooren. Er was in Gijvelde ook een medewerker, Jules Ameloot uit de herberg Au Damier, en voor het smeedwerk werd beroep gedaan op smid Darras. Van Belgische zijde werkte daar Joseph Loncke, Pieter Loncke en Omer Caestecker.
Frederik bezat een latere herdruk van L'Art du facteur d'orgues met tekst en tekeningen van Dom Bedos en een platenboek over orgels van Topfer, Edition Hamel. In 1954 werd voor het atelier de tinschaafmachine gerealiseerd volgens de technische tekeningen voorkomend in het boek van Topfer.
Door de evolutie in de orgelbouw en orgelliteratuur, was er intussen een nieuwe kunstrichting ontstaan, die men de romantische periode noemt. Het orgel werd een muziekinstrument met orkestrale inslag. Ook technische ingrepen deden hun intrede in de orgelbouw: de kegellade verdrong geleidelijk de sleeplade, de organist bespeelde het orgel vanaf een vrijstaande speeltafel. De traditionele mechanische toets- en registertractie werd bij nieuwe en verbouwde orgels niet meer toegepast; de pneumatische tractie kwam daarvoor in de plaats. De neogotische stijl werd algemeen toegepast voor de orgelkast. Het vervaardigen van pijpwerk werd toevertrouwd aan gespecialiseerde orgelpijpenmakers zoals Jean Devos en Joseph Van Hemelrijck uit het Brusselse, Hubert Pecqueur uit Menen. Kleine orgelonderdelen werden besteld bij August Laukhuff uit Weikersheim (Duitsland) en orgelventilatoren bij de firma Meidinger uit het Zwitserse Bazel. Daarmee had de industriële revolutie haar intrede gedaan in de orgelbouw van Loncke. Volgens Pieter Loncke zijn er ooit na de Eerste Wereldoorlog contacten geweest, zonder gevolg, met de firma Verschueren uit Heythuysen (Nederlands Limburg) die toen als orgelpijpenmaker gespecialiseerd was.
Tijdens werkzaamheden aan het orgel te Merkegem, kreeg Frederik een beroerte en werden de activiteiten vanaf 1924 verder gezet in Esen door Joseph Loncke en Pieter Loncke. Bij zijn laatste levensjaren verhuisde Frederik met zijn vrouw naar Adinkerke, waar beiden op het kerkhof begraven zijn.

### Jos. & Pieter Loncke, Esen & Ghyvelde, 1924-1956 (zonen van Frederic)
Joseph (Jos., Jozef) Loncke werkte al voor de eerste Wereldoorlog mee in het orgelmakersatelier van zijn vader Frederik te Esen. Na de oorlog debuteerde ook zijn jongere broer Pieter. Rond 1925 namen de beide broers het bedrijf over met als firmanaam Jos. & Pieter Loncke, Esen, gedurende lange tijd ook als Esen & Ghyvelde omdat ze een filiaal in Noord-Frankrijk hielden.
Joseph Loncke (Alveringem, 12 januari 1895 - Esen, 23 november 1958) volgde de lagere school tot zijn 12 jaar, wat toen gebruikelijk was. Hij ging in de leer bij meubelmaker Modest Loncke in Beerst. Modest was geen rechtstreekse familie, maar was bevriend met Frederik. In 1914 werd Joseph oorlogsvrijwilliger in het Belgisch leger. Hij was aanvankelijk mitrailleur en werd ooit geciteerd in de dagorde van het Belgisch leger, met betrekking tot de camouflage van schietgaten in de gevaarlijke Dodengang. Later werd hij muzikant bij de muziekkapel van het 22e linieregiment en speelde bariton. Tijdens het Belgisch offensief in oktober 1918 was hij brancardier. Gekwetste soldaten werden te voet per brancard overgebracht van Zarren Linde tot aan de herberg op de wijk Luigem in Merkem, die dienstdeed als Belgisch militair hospitaal.
In november 1918, bij de rustpauze van zijn regiment in Zaffelare, verloofde hij zich met Leonie Waermoes. Uit hun huwelijk werden vier kinderen geboren:
- Frans Loncke (Esen, 12 oktober 1921 - Houthulst, 2 februari 2007), huwde met Gerarda Soubry (†) uit Esen. (Het ouderlijk huis van Gerarda Soubry op de wijk Het Roggeveld in Esen deed tijdens de Eerste Wereldoorlog dienst als Duits militair hospitaal en bleef van vernietiging gespaard. Peter Kollwitz stierf er op 23 oktober 1914. De beroemde beelden het treurend ouderpaar zijn van de hand van Käthe Kollwitz en werden oorspronkelijk geplaatst op het nabijgelegen Duits militair kerkhof op de wijk Roggeveld te Esen en later verplaatst op het Duitse militair kerkhof te Vladslo). De kinderen uit dit huwelijk zijn: Jos, Johan, Mark, Marie-Kristien en Gabriël (jr).
- Gerard Loncke (Esen, 2 januari 1923 - Esen, 22 augustus 1968), huwde met Maria Fremout uit Esen. De kinderen uit dit huwelijk zijn: Eric, Myriam, Kris, Trees en Bart.
- Germaine Loncke (Esen, 26 mei 1925) bleef ongehuwd
- Gabriël Loncke (Esen, 30 januari 1932) - Overmere, 6 maart 2019) huwde Gabriella Temmerman uit Overmere. Zij hebben een zoon: Stefaan (31 maart 1970).

Joseph Loncke had net als zijn vader een hobby in toneel en muziek. Hij speelde tuba in de fanfare De Eendracht van Esen. Hij werd later dirigent van de fanfare, na het overlijden van dirigent Theofiel Symoen (Ze liggen naast elkaar begraven op het kerkhof van Esen). Joseph Loncke werd gedecoreerd met de herinneringsmedaille, vuurkruis, oorlogskruis met palm, ridder in de Leopoldsorde met zwaarden, ridder in de kroonorde met zwaarden. In veterani honorem 1e en 2e klas (muzikant) en het zilveren kruis van Sint-Donatianus van het bisdom Brugge en van de Sint-Genesiusgilde (toneel).
Pieter Loncke junior (Esen, 15 maart 1901 - Veurne, 29 april 2001) werd gewoonlijk aangesproken met Pierre. Hij huwt Irma Myny uit Ichtegem. Hun 6 kinderen waren:
- Joseph (× Maria Lietaer)
- Anna (× Jean Lens)
- Maria (× Marcel Beeuwsaert)
- Hilaire † (× Maria Henderyck)
- Arnold (× Martha Delanghe)
- Godelieve † (× Lucien Boone).

Tijdens zijn jeugdjaren voor 1914 verbleef Pieter met zijn zuster Agnes te Hondschote, waar hij school liep. Pieter woonde na zijn huwelijk aanvankelijk in Esen, maar verhuisde nadien naar Adinkerke, omdat hij dan dicht bij het atelier van Gijvelde was en bij zijn vader en stiefmoeder. Pieter werd 100 jaar oud. Wegens de voordelen van de sociale wetgeving voor de arbeiders, verkoos hij ingeschreven te zijn als werknemer bij zijn broer Joseph en werd zo gedecoreerd met de zilveren en gouden medaille voor arbeid in dezelfde onderneming. Pieter schilderde graag. Zijn twee zonen Joseph en Hilaire waren niet werkzaam geweest in de orgelbouw.
Het nieuwe atelier in Esen werd gebouwd door Jules en Karel Myny, schoonbroers van Joseph, en Alfons Waermoes voor het kapgebinte. De nodige houtbewerkingsmachines werden geleverd door de constructeur Blanckaert uit het Brusselse. Er was rond 1920 een gelijkstroomnet aangelegd in Esen door een particulier, maar het distributienet was geen lange tijd beschoren en de stroomlevering werd stopgezet. Hierdoor konden de machines een zekere tijd niet meer gebruikt worden. Joseph was intussen lid geworden van de gemeenteraad van Esen en ijverde ervoor dat het elektriciteitsnet over de ganse uitgestrekte gemeente wordt aangelegd. De elektriciteitsmaatschappij van de Drie Grachten uit Noordschote nam het bestaande net over en paste het aan voor draaistroom.
Op het bedrijf te Esen werkten in jaren 1920 Joseph en Pieter Loncke (jr), soms nonkel Hilaire Vandoren, Emiel Schapman, Aloïs Rinck, Maurice Maeckelberghe, Omer Caestecker en voor een korte periode Marcel Top, een zoon van nonkel Top uit Brussel.
Net voor de oorlog van 1940 werkten op het bedrijf Joseph, Pieter, Frans en Gerard Loncke, Omer Caestecker en Achiel Van Compenolle (uit Adinkerke) en bij de buur Wilfried Vanclooster werd het ijzerwerk uitbesteed en werden de gaten gebrand in de pijpstokken met brandijzers. De buurman Odiel Schapman zorgde voor de letterschildering op de etiketten.
Rond 1938 was Albert Maene koster-organist in Esen. Gelet op de toenemende activiteiten als orgelbouwer, had Joseph geen tijd meer om in de streek piano's te stemmen en leerde hij dit vak aan Albert Maene. Later verhuisde Albert naar Ruiselede, waar zijn firma uitgroeit tot Piano's Maene.
Tijdens de Tweede Wereldoorlog werd Gerard Loncke door de Duitse bezetter opgeëist om als gedeporteerde te werken in de sodafabriek van Staszfurt. Gerard vertrok op 23 mei 1943 met de trein uit Esen naar Duitsland. Op aandringen van Joseph bij Hans Klais uit Bonn en bij August Laukhuff uit Weikersheim, poogden beiden om Gerard op hun bedrijf tewerk te stellen, maar het Arbeidsambt van Staszfurt weigerde in te gaan op het verzoek. Frans belandde bij de voedingscorporatie. Om deportatie te ontlopen uit Adinkerke, dat in het spergebiet lag, werkte Pieter aan het militair vliegveld van Koksijde. Omer Caestecker werd op het randje af niet gedeporteerd naar Duitsland, omdat hij door Joseph aangeschreven bleef als werknemer. De orgelactiviteiten waren zeer beperkt tijdens de oorlog.
Bij de wederopbouw van het land vanaf 1945 kwamen er drukke tijden voor de orgelbouwers. Zo groeide het aantal medewerkers met de jaren. Een montagehal werd in 1953 gebouwd aan het woonhuis van Joseph Loncke door Engelbert Van Dorpe uit Esen.
In het jaar 1954 werd in de Esenstraat nr. 33 in Zarren in een nieuw atelier, gebouwd door Omer Peel uit Esen, gestart met een eigen orgelpijpenmakerij. De medewerkers zijn Michel Taillieu uit Esen, die in de leer geweest is bij orgelpijpenmaker Richard Deleye uit Menen, en Guillaume Matthys, die op zijn eigen verzoek overgekomen is van de orgelpijpenmakerij Richard Deleye. Daniel De Neve en Jozef Van Zwam worden later aangeworven. Een tinschaafmachine wordt aangekocht bij de machineconstructeur Boucherie uit Izegem. Voordien werden de orgelpijpen in metaal aangekocht bij Hubert Pecqueur uit Menen (nadien opgevolgd door Richard Deleye) en bij Jacques Stinkens uit Zeist (Nederland). Tongwerken werden aangeschaft bij Carl Giesecke uit Göttingen in Duitsland.

### Jos. Loncke & Zonen, Esen, 1956-1972
De P.V.B.A. Jos. Loncke en Zonen, met maatschappelijke zetel in Esen, Diksmuidestraat 73, wordt opgericht in 1956. De vennoten zijn vader Joseph (stierf in 1958), de broers Frans, Gerard en Gabriël en zus Germaine Loncke. Germaine houdt zich bezig met de sociale taken van het personeel. De zaakvoerders zijn Joseph en Frans Loncke.
In 1957 wordt een houthangar gebouwd aan de orgelpijpenmakerij in Zarren. In 1958 wordt de Franse vennootschap Vansteene & Loncke s.a.r.l. gesticht met maatschappelijke zetel in de Rue des H.L.M., 2 (eertijds rue du Meulhoeck) te Gijvelde. De vennoten zijn Emile Vansteene, Frans, Gerard en Gabriël Loncke en Roger Parys – schoonzoon van Emile Vansteene. Madeleine Van Balen (echtgenote van Emile) zorgt voor de administratie. Franse medewerkers zijn Henri Lepinois en een zekere Baron, beiden uit Gijvelde, van Belgische zijde zijn er werkzaam Frans en Gerard Loncke, Michel Taillieu en Daniël De Neve.
In 1960 wordt de schrijnwerkerij en de montagehal gebouwd aan het atelier in Zarren door Adelson Bulcke uit Klerken. Nieuwe houtbewerkingsmachines worden aangekocht bij Valentin Philips, machinebouwer te Puurs. De activiteiten worden overgebracht uit Esen naar Zarren, behalve de speeltafels en de administratie. De liquidatie van de s.a.r.l. Vansteene & Loncke in Gijvelde heeft plaats in 1964. De kostprijs van de daglonen in Frankrijk liggen merkelijk lager dan deze in België, waardoor men in Frankrijk niet meer concurrentieel is.
Op 1 juli 1967 viert de firma Loncke zijn 125-jarig bestaan. Na een eucharistieviering in de kerk van Esen wordt een maaltijd gehouden in De Kroon en in de namiddag worden de genodigden vergast op een concert op het orgel van de Sint-Niklaaskerk in Diksmuide. De gastorganist is Gabriël Verschraegen uit Gent. Daarna is er een receptie voor de genodigden in het hotel Sint-Jan in Diksmuide.
Gerard Loncke (tweede zoon van Joseph) overleed onverwacht in 1968.

### Loncke orgelbouw, Zarren, 1972-1997
In 1973 nam de jongste zoon van Joseph, Gabriël Loncke (1932-2019) ontslag uit de pvba Jos Loncke en Zonen en werd zelfstandig orgeladviseur in Overmere. Stefaan Loncke (1970), zoon van Gabriël, zette later het orgeladviseurschap van zijn vader verder en onderhield en stemde kerkorgels met zijn vrouw.
De naam en de zetel van de pvba Jos. Loncke en Zonen werd gewijzigd en de bvba Loncke Orgelbouw werd gesticht met maatschappelijke zetel in Kortemark - Zarren, Esenstraat nr 33. In dit vennootschap was de oudste zoon van Joseph, Frans Loncke (1921-2007) met zijn drie zonen Joseph jr. (1947), Johan (1948) en Marc (1950) actief. Rond 1990 gaf Frans Loncke de fakkel door aan zijn drie zonen: Joseph verzorgde vooral de administratie en de public-relations van de firma; Johan en Marc (o.m. intonateur) werkten in het atelier, bijgestaan door een aantal personeelsleden. De firma werd geliquideerd in 1997. Er werd een nieuwe firma gesticht, Orgels & Interieurmaatwerk Loncke bvba in Zarren met zaakvoerder Kurt Loncke, zoon van Jos (jr) Loncke. Marc en Johan Loncke werden medewerkers bij de firma Maene te Ruiselede.

## De werken van de orgelbouwers Loncke
Orgels die tijdens de eerste of Tweede Wereldoorlog zijn vernield zijn aangegeven met het symbool +

### Pieter Albertus Loncke

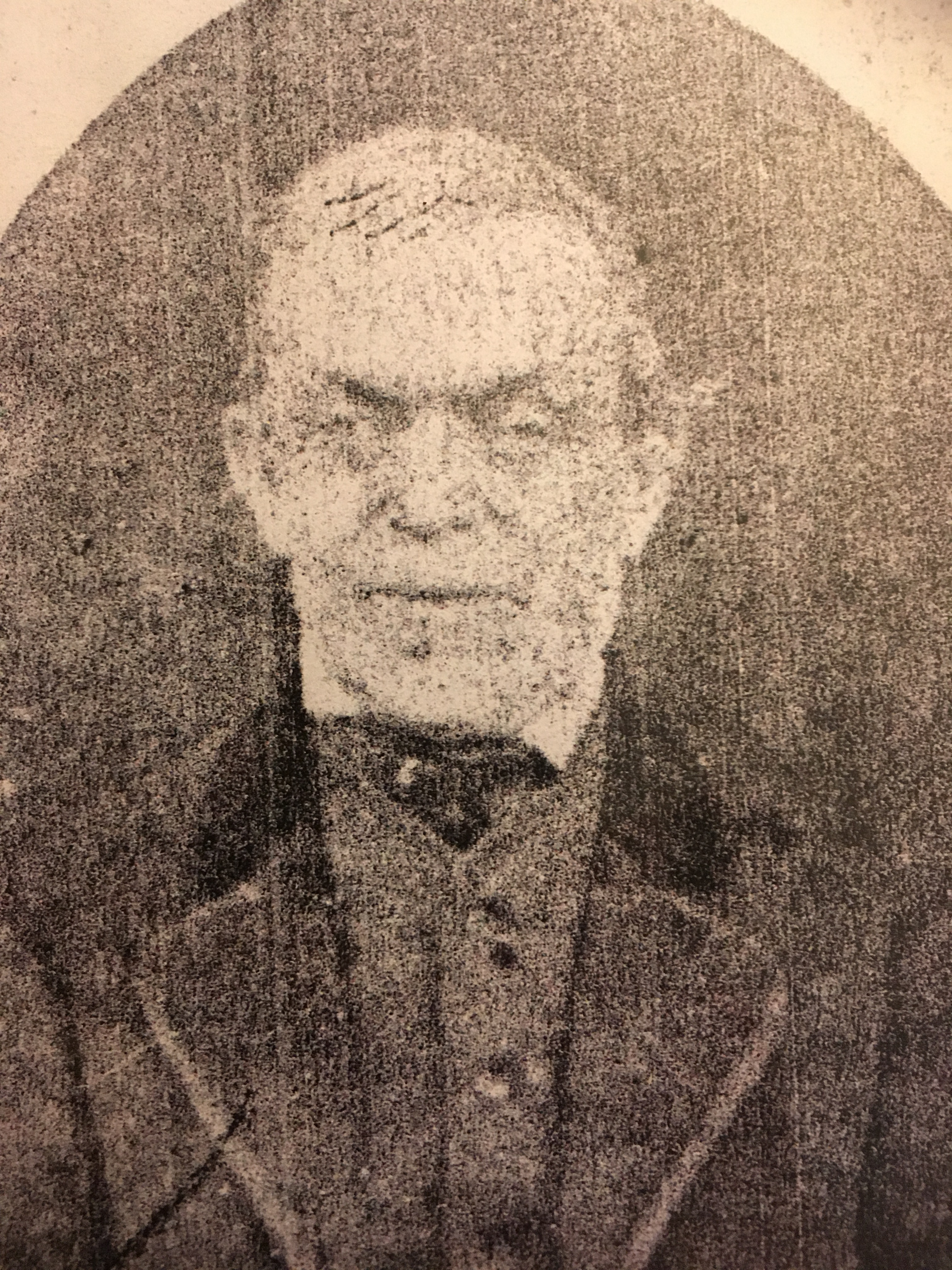
Portretfoto van Pieter Albertus Loncke

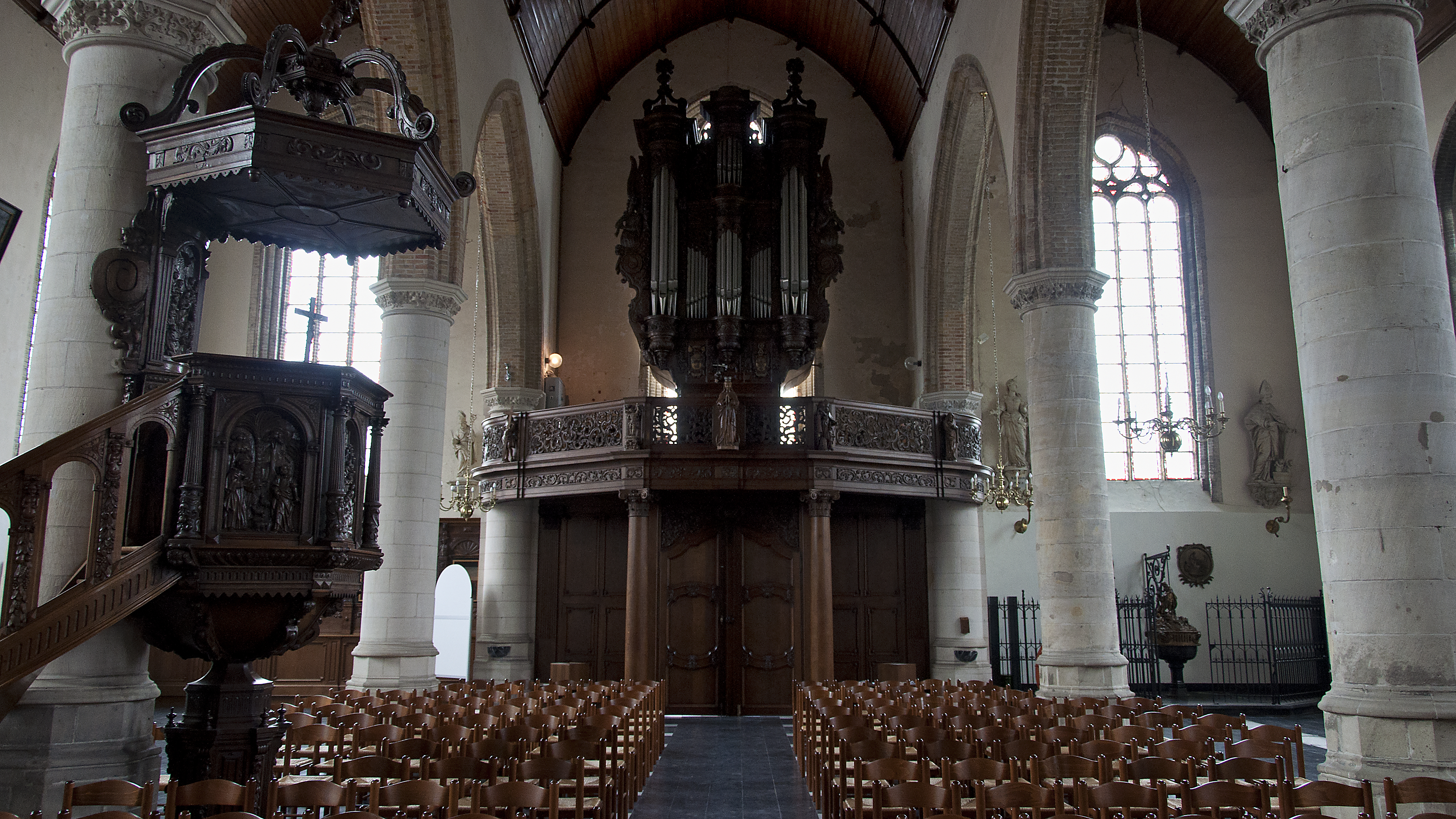
Sint-Pieterskerk in Lo, orgel oorspronkelijk van Jacobus van Eynde

Volgens de vermelding in het boek Historique de la facture d'orgues et des facteurs d'orgues van de organoloog Eduard Gregoir gepubliceerd in 1865, heeft Pieter Loncke (sr) gewerkt in:
- Langemark: schoonmaak,
- Sint-Winoksbergen: + schoonmaak naar aanleiding van de Tweede Wereldoorlog
- Voor het klooster te Lo: nieuw orgel + 5 registers,
- Lo, parochiale kerk: 22 registers. 2 klavieren aangehangen pedaal, enkel de kast bestaat nog.
- Leisele (vernield ingevolge de kerkbrand van 1903). Het orgel had twee klavieren en 24 registers.
- Houtem bij Veurne: 14 registers, 1 klavier,
- Sint-Joris bij Nieuwpoort + 6 registers
- Sas-Slijkens: + 8 registers,
- Pervijze: + 14 registers,
- 1851, Steenkerke: 16 registers (werd verbouwd door Loncke Orgelbouw Zarren)
- Lapscheure: 14 registers, (vóór 1865)
- 1852, Wulveringem: uitbreiding van de fourniture
- 1856, Pollinkhove: zijn grootste nog bestaand orgel met twee klavieren, 24 registers
- 1858, Hoeke: 7 registers
- Lombardsijde: + 8 registers
- Eggewaartskapelle: 14 registers, 1 klavier (vóór 1865)
- Veurne, klooster van de Zwarte Zusters: ? 6 registers
- Voor pastoor Struye te Ieper: + 8 registers
- Het gesticht te Klerken: + 6 registers
- 1861, Sint-Silvesterkappel (Frans-Vlaanderen): Het orgel werd vernield bij de kerkbrand in 1889. Het had twee klavieren en zelfstandig pedaal, telde 26 spelen (registers) en was het grootste orgel door hem gebouwd. Orgues en Flandre, arrondissement de Dunkerque, p. 318: L'exécution de cet important travail fut confié aux soins de M. Pierre Loncke, résidant à Hoogstade, près de Furnes (Belgique). Aussi modeste qu'adroit et intelligent, ce facteur, peu connu encore dans notre pays, s'est fait apprécier par tous les connaisseurs présents à l'inauguration. in L'Indicateur de l'Arrondissement d'Hazebrouck, van 16 november 1861.
- 1863, Poperinge: kapel van de zusters Benedictinessen 8 registers
- Hooglede, klooster: ? 9 registers
- Zande: + 14 registers.

Andere plaatsen, door Joseph Loncke geciteerd in het orgeltijdschrift De Schalmei (1948); gesteund op mondelinge overlevering en soms op archivalische bronnen, bouwde Pieter Loncke nieuwe orgels, of voerde onderhoudswerken (reinigingswerken of stemmen) of verbouwingswerken uit aan orgels te:
- Aartrijke, klooster: 1 klavier, 6 registers: bourdon 8, prestant 4, flute 4, nazard, traversière, doublette.
- Avekapelle: 10 registers +
- Beveren-aan-de-IJzer: onderhoud
- Bissezele: 6 registers,
- Bovekerke: +
- Klerken: parochiekerk +
- 1874, Edewalle: Het orgel werd door de kerkfabriek gedemonteerd tijdens de Tweede Wereldoorlog, toen er sprake was dat de Duitse bezetter ook de orgelpijpen zou opeisen, zoals dat ook het geval was met de klokken. Onder het pastoraat van Antoon Deschrevel werd het pijpwerk overgemaakt aan de firma Loncke. In de voet van de orgelkast was er een schilderij ingewerkt die koning David voorstelde en, volgens oom Pieter, door Frederik Loncke geschilderd werd toen hij 16 jaar oud was.
- Hoogstade: schoonmaak; orgel vernield ingevolge de kerkbrand ±1970,
- Helkijn
- 1860, Ichtegem: verbouwing
- 1864, Izenberge: parochiale kerk, plaatsen van een trompet op het orgel van Degryse uit Wervik (1823).
- 1866, Wulveringem: nieuwe windlade voor het positief en nieuwe blaasbalg.
- 1881, Koksijde: Sint-Pieterkerk (dorp), nieuw orgel.
- 1883, Wulveringem: aangehaakt pedaal
- 1888-89, Kassel (Frans-Vlaanderen): verbouwing. Men logeerde toen bij Eugenie Schipman te Kassel in de herberg Het schip.
- Kuurne, Sint-Michiel: 1 klavier, werd nadien verbouwd, maar de orgelkast bestaat nog. Ch. L. Van Houtte bouwde eveneens een orgel voor Kuurne, maar welke kerk werd niet gepreciseerd.
- Lampernisse: +, (voormalig orgel waarschijnlijk van Berger)
- Lauwe: ?
- Leke: +,
- Nieuwkapelle: +,
- Noordschote: +,
- Oostduinkerke: +,
- Oostkerke bij Diksmuide: +,
- Oostvleteren: orgel met 2 klavieren, 14 registers, in oude orgelkast, werd vernield ingevolge kerkbrand,
- Oudekapelle: +,
- Ramskapelle: + 11 registers, 1 klavier, in oude orgelkast
- Sint-Jacobskapelle: +,
- Stuivekenskerke: +,
- 1867, Vinkem: nieuw orgel, 1 klavier 8 registers
- Werkzaamheden te Wulveringem, Gijverinkhove (nieuwe blaasbalg), Kanegem (kuisen).
- 1853, Stalhille: kuisen en plaatsen van een flûte traversière, een nieuw klavier en in 1894 een nieuwe blaasbalg. De flûte traversière te Stalhille, alhoewel op 8-voet toonlengte afgesneden, was octaverend geïntoneerd zonder het klassieke gaatje halfweg de corpuslengte (ze klonk een octaaf hoger en had een korte aanzettoon van een octaaf lager), en werd door Pieter Loncke in 1958 als 8-voets klinkend register herintoneerd. Dit register werd inmiddels uit het orgel van Stalhille verwijderd.
- Werken: +,
- Wulpen: ?,
- 1885, Broekburg: onderhoud en plaatsing van een cornet.
- Sint-Jan-ter-Biezen, Watou, kerk: nieuw orgel, 1 klavier (inmiddels verbouwd, ten gevolge van blikseminslag was de klok in het orgel gevallen).
- Pieter verplaatste en verbouwde in 1870, het Jan Van Belle-orgel (1680) uit de kerk van Zonnebeke naar de kerk van Desselgem. Onlangs werd het door Pieter getransformeerd gedeelte door Ghislain Potvlieghe gebouwd in een nieuwe orgelkast, volgens het model van zijn orgel te Lapscheure en fungeert er als koororgel. Het Van Belle-orgel staat op het doxaal.

De orgels van Hoeke en Desselgem werden onlangs gerestaureerd met toelagen van de Vlaamse Gemeenschap, afdeling Monumenten en Landschappen, de provincie West-Vlaanderen en de respectievelijke gemeentebesturen.

### Frederik Loncke
1889
- Veurne, Sint-Niklaaskerk: nieuw orgel, 24 registers, 2 klavieren, zelfstandig pedaal, sleepladen, mechanische tractie en Barkermachine. Na de Eerste Wereldoorlog werd het orgel herplaatst door orgelbouwer Frans Vos uit Zichem, die tijdens de oorlog behoorde tot de mission Dicque, een kleine afdeling van het Belgisch leger, belast om de kunstwerken achter het front in veiligheid te brengen. Wat demonteerbaar was werd weggevoerd naar Parijs. Na de oorlog mochten de betrokken kerkbesturen hun eigendom gaan erkennen in Parijs. Het praktisch gevolg was dat die besturen die verplaatsingen niet deden. Er zijn wel orgelkassen teruggekeerd, maar bij veel gedemonteerde orgels zijn de orgelpijpen en de windladen hierdoor verloren gegaan.

1890
- Steenvoorde: restauratie.

1893 of 1889
- Abele, Boeschepe: ombouw 12 registers, 2 klavieren, afzonderlijk pedaal. Volgens mondelinge overlevering werd het orgel (geheel of gedeeltelijk?) naar Frankrijk gesmokkeld. Dit kon omdat de ene kan van de straat Belgisch grondgebied is en de overzijde – waar de kerk staat - Frans. De plaatselijke smid, die op de hoek woonde van de straat naar Boeschepe, klopte ter verwittiging met zijn hamer op zijn aambeeld, wanneer de kommiezen (de Franse douaniers) op wacht stonden.

1894
- Wielsbeke: 8 registers, 1 klavier, + W.O. II
- Buisscheure: ombouw.

1895
- Bredene - Molendorp: 12 registers, 2 klavieren, aangehaakt pedaal.
- Broekburg: restauratie.

1898
- Poperinge, het college: nieuw orgel, 12 spelen, 2 klavieren, afz. pedaal.

1899
- Sint-Mariakappel: transformatie.
- Grand-Fort-Philippe: aanvulling ontbrekend pijpwerk.

1900
- Bollezele: onderhoud

1901
- Adinkerke: onderhoud
- Dadizele: nieuw orgel met 24 registers, 2 klavieren, afzonderlijk pedaal.
- Kraaiwijk: levering van een harmonium.
- Wulveringem: bijplaatsen van een salicional 4 en violon 8

1903
- Krombeke
- Duinkerke, Sint-Jan-de-Doperkerk: 26 registers, 2 klavieren, afzonderlijk pedaal, kegelladen, pneumatische tractie. Het orgel werd vernield bij de kerkbrand in 1922.

1905
- Leffinge: 12 registers, 2 klavieren, afzonderlijk pedaal
- Ramskapelle: (cfr. J.P. Vandorpe uit Ramskapelle)

1906
- Mardijk: ombouw + W.O. II.

1907 en 1909
- Herzele: onderhoud.

1909
- Aartrijke: 18 registers, 2 klavieren, afzonderlijk pedaal, debuut van Joseph Loncke als leerjongen.

1910
- Broksele: herstelling.

1911
- Heist-aan-Zee: nieuw orgel, 14 registers, 2 klavieren, afzonderlijk pedaal.
- Broekkerke: transformatie.
- Volkerinkhove: onderhoud.
- Winnezele: ombouw.
- Vleteren (Noord-Frankrijk): restauratie.

1912
- Godewaarsvelde: parochiale kerk Sint-Pieter: nieuw orgel, 14 registers, 2 klavieren, afzonderlijk pedaal.
- Wormhout: heropbouw van een bestaand orgel.
- Zegerskappel: ombouw.

1913
- Loberge: onderhoud

vóór 1914
- Meteren: ombouw +.

1914
- Tienen: wijziging pijpwerk en onderhoud.
- Aarsele: tijdens de opbouw van het orgel in Aarsele brak de Eerste Wereldoorlog uit. Toen de werkers de Duitse troepen zagen naderen, vluchtten ze weg naar Esen en lieten hun gereedschap achter in Aarsele. Na de oorlog werd het daar op het doksaal bewaard gebleven gereedschap in de grote houten reiskoffer terug bezorgd.

1920-21

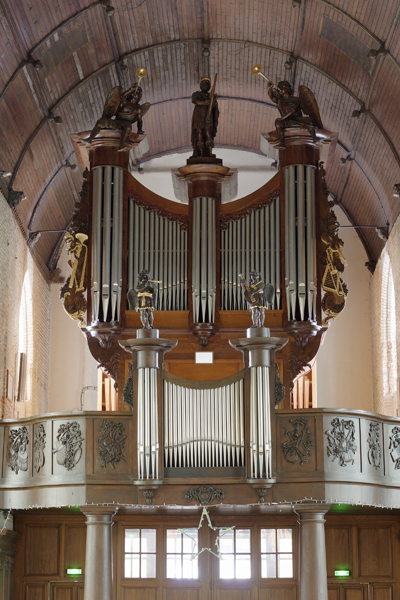
Sint-Pieterskerk (Steenvoorde)

- Steenvoorde: 32 spelen, 3 klavieren, afz. pedaal, debuut van Pieter Loncke sr. als leergast, herstel oorlogsschade W.O. I.

1923
- Oostkerke: 2 klavieren, 9 spelen.
- Merkegem: 8 registers, 1 klavier, pedaal, mechanisch.

1924
- Duinkerke, Sint-Jan-de-Doperkerk: 32 registers, 3 klavieren, afzonderlijk pedaal, kegelladen, pneumatische tractie. Het orgel werd vernield in 1940.

Andere eerder uitgevoerde activiteiten, jaaractiviteit niet bekend
- Booitshoeke: onderhoud.
- Gijverinkhove: kuisbeurt en wijziging aan de tessituur.
- Heule, klooster van de Zusters van Liefde: nieuw orgel.
- Hooglede: 6 spelen. 1 klavier, occasie-orgel
- Sint-Katrien bij Kuurne: volgens Pieter was het orgel afkomstig uit Houdeng-Gœgnies.
- Ieper, college.
- Zillebeke
- Alveringem: onderhoud

Herstel van oorlogsschade na de Eerste Wereldoorlog in Frans- (Zuid-)Vlaanderen, te
- Berten: orgel + W.O. II.
- Blaringem
- Bollezele
- Ekelsbeke
- Gijvelde: orgel + W.O. II
- Hazebroek, Sint-Elooiskerk en Onze-Lieve-Vrouwekerk
- Hondschote
- Sint-Winoksbergen: orgel vernield in 1940 W.O. II,
- Killem
- Linde.
- Saint-Pol-sur-Mer: vernield W.O. II
- Volkerinkhove
- Wemaarskappel
- Sint-Omaars (Vieux pont)
- Sperleke: onderhoud.

### Joseph en Pieter (jr) Loncke
1924
- Hooglede: nieuw orgel, 22 spelen, 2 klavieren, pedaal
- Werken: nieuw orgel, 10 spelen, 1 klavier en pedaal. Orgel vernield in 1943 door Engelse brandbommen op de kerk.

1925
- Noordschote: nieuw orgel, 10 spelen, 2 klavieren, pedaal
- Warrem: heropbouw bestaand orgel, oorlogsschade W.O. I, 26 spelen, 2 klavieren
- Wemaarskappel: onderhoud

1926
- Veldegem: nieuw orgel, 9 spelen, 2 klavieren, pedaal.
- Kaaster: restauratie oorlogsschade van de Eerste Wereldoorlog, 8 spelen, 1 klavier
- Houtkerke: elektrische orgelventilator

1927
- Woesten: nieuw orgel, 9 spelen, 1 klavier, pedaal
- Zermezele: onderhoud
- Borre: nieuw orgel,12 spelen 2 klavieren, pedaal
- Terdegem: reiniging en in 1924 een orgelventilator geplaatst

1928
- Waten: nieuw orgel, 14 spelen, 2 klavieren, pedaal
- Vladslo: nieuw orgel, 9 spelen, 1 klavier, pedaal, mechanische kegellade
- Houthulst: nieuw orgel, 12 spelen, 2 klavieren, pedaal
- Lampernisse: nieuw orgel, 9 spelen, 1 klavier, pedaal

1929
- Klerken: nieuw orgel, 12 spelen, 2 klavieren, pedaal, werd later verbouwd bij de herinrichting van de kerk
- Bovekerke: nieuw orgel, 9 spelen, 1 klavier, pedaal
- Stuivekenskerke: nieuw orgel, 9 spelen, 1 klavier, pedaal
- Esen: nieuw orgel, 17 spelen 2 klavieren, pedaal, werd in 1972 verbouwd

1930
- Merkem: nieuw orgel, 17 spelen, 2 klavieren, pedaal
- Sint-Jacobskapelle: nieuw orgel, 9 spelen, 1 klavier, pedaal (thans verdwenen). Wardje Laureins uit Esen vervoerde het orgel met zijn grote steekkar en met behulp van zijn grote sint-bernard-trekhond.
- Sint-Pieters-Kapelle: nieuw orgel, 9 spelen, 1 klavier, pedaal
- Houtkerke: onderhoud
- Zarren: nieuw orgel, 12 spelen, 2 klavieren, pedaal

1931
- Oostnieuwkerke: nieuw orgel, 9 spelen, 2 klavieren, pedaal
- Nieuwkapelle: nieuw orgel, 9 spelen, 1 klavier, pedaal
- Diksmuide: nieuw orgel, 26 spelen, 2 klavieren, pedaal, vernield door Duitse brandbommen in 1940.

1932
- Helkijn Sint-Denijskerk: nieuw orgel met recuperatie van oud pijpwerk, 12 spelen, 2 klavieren, pedaal
- Boeschepe: Frans Vlaanderen: nieuw orgel in oude orgelkast, 14 spelen, 2 klavieren, pedaal

1933
- Anelijn (Annœllin, Noord Frankrijk): nieuw orgel, 16 spelen, 2 klavieren, pedaal
- Leisele: nieuw orgel, 14 spelen, 2 klavieren, pedaal
- Rubroek: kuisbeurt en orgelventilator
- Steenbeke: onderhoud
- Moulle (Artesië - Pas de Calais): onderhoud
Tijdens de uitvoering van de werken te Moulle overleed Frederik Loncke te Adinkerke.
- Houlle (Artesië - Pas de Calais): onderhoud
- De Moeren: bijvoeging van een Salicional 8'

1934
- Oud-Berkijn: nieuw orgel, 14 spelen, 2 klavieren, pedaal
- Wasmes
- Westkappel: kuisbeurt

1935
- Stene bij Oostende: nieuw orgel, met recuperatie pijpwerk en kast van het Van Houtte-Anneessens orgel, 9 spelen, 2 klavieren, pedaal
- Lombardsijde: nieuw orgel, 14 spelen, 2 klavieren, pedaal
- Bredene: verbouwing, 8 spelen 1 klavier, pedaal (recuperatie Berger-pijpwerk)

Medewerking met de Duitse orgelbouwer Hans Klais uit Bonn, aan het orgel van de kathedraal van Brugge (orgel met elektrische tractie).
1936
- Idem met Klais voor het orgel van de kathedraal te Gent.

Op zekere dag kwam de Gentse bisschop monseigneur Coppieters – bekend voor zijn volkse omgang met de mensen - de in uitvoering zijnde werken aan het orgel bezichtigen en kreeg hiervoor de nodige uitleg van Joseph Loncke. Na de rondleiding overhandigde hij aan Joseph Loncke 1.000 frank te verdelen onder de mannen.
Klais bouwde in 1935 het orgel voor de Heilig Hartkerk te Knokke, dat Joseph nadien heeft onderhouden. De relatie met Klais gebeurde in 1935, langs organoloog pater Jozef Krebs van de abdij Keizersberg te Leuven, daar Klais een orgelstemmer zocht om zijn orgels in België te onderhouden. Aanvankelijk had pater Krebs een zekere Max Stassin hiervoor aangesproken. Hans Klais was voor die tijd een zeer vooruitstrevend orgelbouwer: hij bouwde orgels met open opstelling van het pijpwerk (zonder bovenkast of fronton), met elektrische tractie en met een dispositie die zich leende om orgelmuziek ten uitvoering te brengen van zowel romantische strekking, als van de barok. Het compromis-orgel en de openbouw hadden hun intrede gedaan in België en het voorbeeld werd opgevolgd door de Belgische orgelbouwers.
- Luik: Abbaye Saint Foy: ombouw 28 spelen, 3 klavieren, pedaal
- Luik: Abbaye Notre Dame de la Paix: onderhoud
- Ensival
- Plainevaux bij Luik: nieuw orgel, 9 spelen, 1 klavier, pedaal
- Kwaadieper: kuisbeurt

1937
- Gent:Met Klais medegewerkt bij de opbouw van het orgel van de Sint-Pietersbuitenkerk
- Lo: nieuw orgel in oude kast, 22 spelen, 2 klavieren, pedaal
- Nijvel: Sint-Gertrudiskerk: restauratie, 24 spelen, 2 klavieren, pedaal, orgel vernield W.O. II.

### Debuut in de orgelbouw van Frans Loncke – oudste zoon van Joseph.
- Oxelare Frans Vlaanderen: reiniging.
- Uxem Frans Vlaanderen: restauratie, orgel vernield in mei 1940, maar de windlade werd in 1945 gerecupereerd in het orgel van de Burgerschool te Roeselare.
- Meetkerke: kuisen en vervangen van de trompet door een principaal 8.

Na het orgel van Uxem werden de activiteiten in Frankrijk beëindigd. Het werd hen vanwege de Franse overheid onmogelijk gemaakt in Frankrijk nog verder te werken. Pieter heeft soms nog enkele orgels in het Noorden gestemd onder eigen naam, hij heeft ook een of twee orgels (?) te Duinkerke gedemonteerd na de beschieting in 1940, die opgeslagen werden tot betere tijden. Het pijpwerk van het huidige koororgel van de Sint Elooikerk te Duinkerke werd gedeeltelijk gemaakt met gerecupereerd pijpwerk van het orgel van voor de Tweede Wereldoorlog.
1938:
- Pollinkhove: restauratie orgel Pieter Loncke (sr),
- Hooglede Sint Jozef, herstellingswerken.
- Sint Amanduskerk te Sint Amandsberg: verbouwing Vereecken-orgel, 20 spelen, 2 klavieren, pedaal en nieuwe Barkermachine.

### Debuut van Gerard Loncke in de orgelbouw (tweede zoon van Joseph).
- Dison bij Luik: ombouw, 28 spelen, 2 klavieren, pedaal.
- Saint Nicolas Outremeuse Luik: restauratie, 22 spelen, 2 klavieren, pedaal.
- Gijzegem: klooster onderhoud Vereecken-orgel.

1939:
- Baasrode: ombouw en vergroting van het Le Royer-orgel of Munnick? Het beeldhouwwerk heeft gelijkenis met dit te Moerzeke dat van de hand is van Kerrickx, 14 spelen, 2 klavieren, pedaal. Vanaf dit orgel werd het vervoer gedaan met een vrachtwagen (Lingier uit Kaaskerke vervoerde voor ons tot 1940). Bij het laden had men de houten pijpen gestapeld met de voetopening in de rijrichting. Bij het rijden begonnen die pijpen aan te spreken ten gevolge van de verhoogde luchtdruk op de voetopening van deze houten pijpen. De chauffeur dacht dat iets mankeerde aan de motor van zijn vrachtwagen: hoe vlugger hij reed hoe meer lawaai! Nadien hebben ze er op gelet dat de pijpen gestapeld werden met de stopsels in de rijrichting.
- Drongen Oude Abdij, verbouwing
- Dendermonde college: nieuw orgel, 14 spelen, 2 klavieren, pedaal.
- Wenduine verbouwing Van Houtte-orgel en vergroting op 14 spelen, 2 klavieren en pedaal. In tegenstelling met de tekst in de snelinventaris Het Historisch Orgel in Vlaanderen deel IV A West Vlaanderen, p. 510, werd de oorspronkelijke sleeplade van Van Houtte op het groot orgel en de spelen: holpijp 8', prestant 4', roerfluit 4' en oktaaf 2', gehandhaafd bij deze verbouwing. De windlade telt 61 toonkancellen waarvan de 5 bovenste (gis’’’ tot c””) buiten gebruik werden gesteld.
- Medewerking met Klais aan de opbouw van het orgel van de O.L.Vrouwkerk te De Panne. Tot voor 1940 werd ook het stemmen en onderhoud van door Klais gebouwde orgels uitgevoerd, zoals aan het orgel van de abdij van Keizersberg te Leuven en de abdij van Tongerlo.

1940:
- Diepenbeek: verbouwing, 16 spelen, 2 klavieren, pedaal – dit orgel was net in eindafwerking op het atelier te Esen, toen W.O. II uitbrak. Indachtig de gruwelijke daden gepleegd door de Duitse soldaten op de burger bevolking van Esen in 1914, is de familie Loncke gevlucht naar Frankrijk, samen met de familie Fremout. Ze vertrokken uit het station van Esen naar Adinkerke, in een goederenwagon die Franse legerpaarden vervoerd had. Vanaf Adinkerke gingen ze te voet naar Gijvelde tot bij familie. Vervolgens werden ze met een paardengespan vervoerd naar Sint Winnoksbergen en van daar te voet naar Krochte Ze verbleven op de hoeve van Maurice Van Hemelsdaele, die familie was langs de zijde van de eerste vrouw van Pieter (sr) Loncke. Aldus hebben ze het beleg van Duinkerke en talrijke luchtgevechten en beschietingen meegemaakt. Na de capitulatie van het Franse garnizoen van Duinkerke, zijn ze te voet naar Pollinkhove gegaan waar ze overnacht hebben bij de landbouwer Decroos. Daags nadien zijn ze met een vrachtwagen teruggekeerd naar Esen. Het een en ander was gestolen, maar het huis en het atelier waarbij het orgel van Diepenbeek opgesteld stond in voormontage, waren ongedeerd.
- Sint Lodewijk Deerlijk: vernieuwing.

1941:
- Kuurne St Michielskerk restauratie van de oorlogsschade aan het orgel van Pieter (sr) Loncke.
- Othée bij Luik, nieuw orgel 10 spelen, 2 klavieren, pedaal.
- Hooglede: herstel oorlogsschade en ombouw: 24 spelen, 2 klavieren, pedaal. Landbouwer Maurice Van Roose uit Esen vervoerde het orgel per wagen naar Hooglede met zijn Brabants trekpaard Rabbi, zo ook voor Zonnebeke, Poelkapelle en vóór 1939 nog naar andere eerder vermelde lokaliteiten.

1942:
- Zonnebeke nieuw orgel 16 spelen 2 klav. afz. pedaal. Naar een idee van onderpastoor Tuysschaever hebben de schoolkinderen toen op de velden talrijke loden ballen geraapt, afkomstig van de ontplofte obussen tijdens W.O. I. Het materiaal werd voor de neus van de Duitse bezetter, als aardappelen patatten, geladen op een schip te Diksmuide en verscheept naar Overpelt, om er bij de Metallurgie d' Overpelt Lommel & Corphalie loden conducten van te maken, nodig voor de pneumatische sturing van het orgel. Dit was ook het geval voor het orgel te Poelkapelle. Toen het orgel van Poelkapelle vervoerd werd, werden ze rond Houthulst tegengehouden door de Feldgendarmes. Het was toen verboden non-ferro metalen te vervoeren, en de wagen stak er vol van: orgelpijpen en conducten uit lood. Alleen de papieren van de personen werden gecontroleerd en ze mochten verder rijden.
- Oostende Heilig Hartkerk, herstel oorlogsschade.
- Keiem: herstel oorlogsschade.
- Oostveld – Oedelem: :nieuw orgel, 12 spelen, 2 klavieren, pedaal.

1943:
- Poelkapelle: nieuw orgel, 15 spelen, 2 klavieren, pedaal.

1944:
- Oostende SS Pieter en Pauluskerk: reiniging orgel. Terwijl de ploeg aanwezig was explodeerde een Engels munitieschip. Het glas van het roosvenster werd door de ontploffing uitgeslagen en kwam in het orgel terecht. Al het gedane werk was vruchteloos. Dat jaar werden slechts enkele orgels gestemd.

1945:
- Watou Sint Jan ter Biezen: restauratie.
- Brussel (of Schaarbeek?) Sint Suzanne, verplaatsen orgel.
- Roeselare Burgerschool, orgel met pneumatische tractie. De sleeplade is afkomstig van het verdwenen orgel te Uksem.

1946:
- Zele Sint Ludgeruskerk: ombouw Van Peteghem-orgel, 29 spelen, 3 klavieren, pedaal. Dendermonde O.L.Vrouwkerk: ombouw van het Maximilien Van Peteghem – Loret-orgel. 41 spelen, 3 klavieren, pedaal.
- Burst: vergroting Vereecken-orgel 14 spelen, 2 klavieren, pedaal.
- Buggenhout: restauratie 22 spelen, 2 klavieren, pedaal.

1947:
- Ukkel St Pieterskerk: verbouwing 26 spelen, 2 klavieren, pedaal.
- Ooigem: nieuw orgel, 12 spelen, 2 klavieren, pedaal.
- Oostende O.L.Vrouwcollege: vergroting 13 spelen, 2 klavieren, pedaal.
- Kuurne St. Katherina: restauratie orgel Pieter Loncke (sr).

1948:
- Sint Niklaas Kristus Koning-kerk: nieuw orgel, 20 spelen, 2 klavieren, pedaal.
- Ukkel H.Hartkerk: nieuw orgel, 17 spelen, 2 klavieren, pedaal, dit orgel werd later vergroot en van elektrische tractuur voorzien.
- Poperinge Sint Bertinuskerk: ombouw 31 spelen, 3 klavieren, pedaal.

1949:
- Nevele: ombouw 17 spelen, 2 klavieren (oorlogsschade).
- Lotenhulle: ombouw 13 spelen, 2 klavieren, pedaal.

Alle voorgaande orgels hebben een pneumatische tractie. Wat hierna volgt werd met elektrische tractie uitgevoerd.
- Herne Sint Pieterskerk: nieuw orgel, gedeeltelijke recuperatie van bestaand pijpwerk, 2 klavieren, pedaal, 19 spelen.
- Harelbeke St Salvatorkerk: verbouwing 25 spelen, 2 klavieren, pedaal.
- Studieorgel van Gabriël Verschraegen unit systeem, 11 registers, 2 klavieren, pedaal.
- Hemiksem O.L.Vrouwkerk: overplaatsen van het studieorgel van Gabriël Verschraegen dat hij aangekocht had bij Emiel Verschueren uit Tongeren. Het orgel bevat pijpwerk en een windlade afkomstig van het Berger-orgel van de Sint Andries abdij uit Sint Andries bij Brugge (pijpwerk gesigneerd). De frontpijpen werden gemaakt uit de corpora van grotere pijpen. Het klavier is afkomstig van een Lovaert-orgel. Het orgel bevat 6 spelen, 1 klavier, het pedaal werd nadien verwijderd.

1950:
- Diest paters Kruisheren: ombouw orgel (Robustelly? – Vermeersch?) 24 spelen, 2 klavieren, pedaal.
- Izegem H.Hartkerk: unit systeem, 13 registers, 2 klavieren, pedaal.
- Ledeberg Sint Livinuskerk: nieuw orgel, 35 spelen, 3 klavieren, pedaal.
- Gent paters Dominicanen: ombouw 23 spelen, 2 klavieren, pedaal.
- Oedelem: ombouw Delmotte-orgel, 17 spelen, 2 klavieren, pedaal.
- Londerzeel Sint Christoffel: ombouw Th. Smet-orgel 18 spelen, 2 klavieren, pedaal.

1951:
- Nazareth: ombouw 26 spelen, 2 klavieren, pedaal.
- Lochristi St. Niklaaskerk: ombouw (Bis – Destrée en recenter) 19 spelen, 2 klavieren, pedaal.
- Koolskamp: unit systeem, 13 registers, 2 klavieren, pedaal.

### Debuut van Gabriël Loncke in de orgelbouw
- Drongen (Mariakerke) Klein Seminarie: unit systeem, 13 register, 2 klavieren, pedaal.
- Oostvleteren: reiniging orgel Pieter Loncke (sr), toevoeging van een elektrisch pedaal. Orgel nadien vernield ingevolge kerkbrand. Volgens oom Pieter geleek het in W.O. I vernielde orgel van de kerk van Esen aan het orgel van Oostvleteren.
- Waarschoot gesticht: unit systeem 11 registers, 2 klavieren, pedaal.
- Nieuwpoort – bad: recuperatie van pijpwerk van het voormalig orgel en nieuw pijpwerk, 2 klavieren, pedaal. Het orgel bevat in het pedaal enkele pijpen in metaal van Guillaume Van Belle.
- Hamme Sint Anna: plaatsing orgelventilator.

1952:
- Oordegem: unit systeem, 11 registers, 2 klavieren, pedaal.
- Nieuwmunster: nieuw orgel, 11 spelen, 2 klavieren, pedaal.
- Woumen: nieuw orgel, 14 spelen, 2 klavieren, pedaal. Orgel nadien vernield ingevolge kerkbrand.
- Beveren bij Roeselare: ombouw, 22 spelen, 2 klavieren, pedaal.
- Lede: ombouw Le Royer-Van Peteghem-orgel, 25 spelen, 2 klavieren, pedaal.
- Tielt O.L.Vrouwkerk: unit systeem, 11 register, 2 klavieren, pedaal.
- Lissewege: restauratie.
- Limal: unit systeem, 11 registers, 2 klavieren, pedaal.
- Gijverinkhove: orgelventilator geplaatst.

1953:
- Etterbeek O.L.Vrouw van het H. Hart: nieuw orgel, 42 spelen, 3 klavieren, pedaal.
- Houtem (bij Veurne): ombouw en vergroting orgel van Pieter (sr.) 15 spelen, 2 klavieren, pedaal. Roeselare Klein seminarie: nieuw orgel, 22 spelen, 2 klavieren, pedaal. Beeldhouwwerk van Oscar Van Imschoot (schoonbroer van Joseph en Pieter) en zoon Paul.
- Uitkerke: ombouw bestaand orgel 17 spelen, 2 klavieren, pedaal.
- Sint Michiels bij Brugge: nieuw orgel 11 spelen, 2 klavieren, pedaal.
- Zelzate Sint Laurentiuskerk: nieuw orgel, 35 spelen, 3 klavieren, pedaal.

1954:
- Ukkel Kostbaar Bloed: nieuw orgel unit systeem 10 registers, 2 klavieren, pedaal.
- Schorisse, nieuw orgel behalve de kassen, het vorige orgel werd vernield ten gevolge van brand aan het hoofdaltaar, alle metalen pijpwerk was gesmolten ingevolge de grote hitte – 14 spelen, 2 klavieren,pedaal.
- Ruiselede: O.L.Vrouwkerk ombouw Lovaert orgel, 23 spelen, 2 klavieren, pedaal.
- Brugge O.L.Vrouwkerk: ombouw bestaand orgel, 31 spelen, 3 klavieren, pedaal.
- Sint Andries bij Brugge: nieuw orgel, 2 klavieren, pedaal.
- Oostende SS Pieter en Paulus: ombouw Schyven-orgel, 41 spelen, 3 klavieren, pedaal.
- Roeselare Sint Jozef: nieuw orgel, gedeeltelijk unit, 11 spelen, 2 klavieren, pedaal.

1955:
- Middelburg Oost-Vlaanderen: ombouw orgel van Charles Anneessens, 21spelen, 2 klavieren, pedaal, de windlade van het hoofdwerk is afkomstig uit het orgel van de Sint Bertinuskerk te Poperinge.
- Mendonk: nieuw orgel 18 spelen, gedeeltelijk unit, 2 klavieren, pedaal.
- Assenede: nieuw orgel, 24 spelen, 2 klavieren, pedaal.
- Kortrijk Sint Maarten: ombouw Schyven-orgel, 43 spelen,3 klavieren, pedaal.
- Zeveneken: restauratie Van Peteghem – Vereecken – D'Hondt orgel, mechanisch.
- Haringe, restauratie van het Van Peteghem–orgel, toevoeging van een dulciaan 16, een nachtegaal en vogelen, en een orgel-ventilator.
- Ukkel Heilig Hartkerk: vergroting en ombouw naar het elektrisch systeem van het bestaand orgel, 30 spelen, 3 klavieren, pedaal.
- De Klytte – Reningelst: nieuw orgel, 10 spelen 2 klavieren, pedaal.
- Overslag - Wachtebeke: vergroting, 12 spelen, 2 klavieren, pedaal.
- Pervijze: nieuw orgel, 17 spelen, 2 klavieren, pedaal, gedeeltelijke recuperatie van het pijpwerk.

1956:
- Gent St. Jacobskerk: ombouw orgel van Deprez, 34 spelen, 3 klavieren, pedaal.
- Ieper zusters H. Familie: nieuw orgel 11 spelen, 2 klavieren, pedaal.
- Kastel Moerzeke: ombouw Vereecken-orgel 10 spelen, 2 klavieren, pedaal.

### P.v.b.a. Jos Loncke en zonen.
- Groot Bijgaarden: broeders van de christelijke scholen: unit 20 spelen, 2 klavieren, pedaal.
- Roeselare paters Redemptoristen: ombouw orgel, 24 spelen, 2 klavieren, pedaal.
- Sleidinge: ombouw orgel, 19 spelen, 2 klavieren, pedaal.
- Deurle: ombouw orgel 15 spelen, 2 klavieren, pedaal.
- Erembodegem O.L.Vrouwkerk: nieuw orgel, 33 spelen, 3 klavieren, pedaal.

Orgelventilatoren geplaatst te Stuivekenskerke en te Dikkebus.
1957:
- Brugge, klooster in de Naaldenstraat: onderhoud.
- Roeselare H. Hartkerk: nieuw orgel, 17 spelen, 2 klavieren, pedaal.
- Brugge kathedraal: reiniging orgel, vervangen van de trompet uit blik van Van Eynde en kleine wijziging in de samenstelling op het koraal-orgel (in de voet van de kast voor de zangbegeleiding van de schola).
- Zomergem: nieuw orgel, 26 spelen, 2 klavieren, pedaal.
- Roesbrugge: vergroting Van Peteghem-orgel, 12 spelen, 2 klavieren, pedaal.
- Moortsele: nieuw orgel, gedeeltelijke recuperatie oud pijpwerk, 11 spelen, 2 klavieren, pedaal.
- Brugge, militaire kapel, reiniging.
- Koksijde St. Pieterskerk, ombouw orgel Pieter (sr.) Loncke, 13 spelen, 2 klavieren, pedaal.
- Westkerke: ombouw naar pneumatisch systeem, herbruik van de voormalige speeltafel afkomstig van de H.Hartkerk te Ukkel, 13 spelen, 2 klavieren, pedaal.
- Elst: gedeeltelijke ombouw orgel, 9 registers, 1 klavier, pedaal.
- Dat jaar werden ook de kegelladen gemaakt voor het orgel bestemd voor het Groot Auditorium van de Wereldtentoonstelling van 1958 te Brussel. Wegens financiële beperkingen van het inrichtend bestuur, ging de zaak niet door. Adolf Van Glabbeke uit Oostende, liberale minister van openbare werken, zorgde later voor de compensatie door het vrijgeven in aanbesteding van de orgels van Nieuwpoort en Diksmuide. De windladen voorzien voor het orgel van de wereldtentoonstelling, werden verdeeld verwerkt in beide orgels.

1958:
- Werken: nieuw orgel, 17 spelen, 2 klavieren, pedaal
- Brugge Sint Salvatorkathedraal: nieuw koororgel, 10 spelen, 2 klavieren, pedaal
- Zevekote: reiniging orgel
- Aarsele: ombouw, 14 spelen, 2 klavieren, pedaal
- Reiniging van het orgel van de Gentse kathedraal.
- Zilverberg – Rumbeke: ombouw van het door de pastoor aangekocht orgel, 14 spelen, 2 klavieren, pedaal.
- Deinze Sint Henricuscollege: ombouw Vereecken-orgel, 15 spelen,2 klavieren, pedaal.
- Oostende Dominicanenkerk: ombouw orgel 2 klavieren, pedaal.

1959:
- Thieu bij Bergen: nieuw orgel met gedeeltelijke recuperatie oud pijpwerk, 14 spelen, 2 klavieren, pedaal.
- Koekelberg, H. Hartbasiliek: nieuw orgel, 44 spelen, 3 klavieren, pedaal.
- Adegem: vergroting, 17 spelen, 2 klavieren, pedaal. Herstel aan beeldhouwwerk door Oscar Van Imschoot uit Houtem bij Veurne.
- Lederzele Frans Vlaanderen: nieuw orgel, 22 spelen, 2 klavieren, pedaal, mechanische klaviertractie, elektro-pneumatisch voor de slepen van de windladen.
- Alveringem: ombouw orgel Van Peteghem - Joris, 21 spelen, 2 klavieren, pedaal.
- Ronse, Broeders van de christelijke scholen: overplaatsing voormalig orgel uit de basiliek van Koekelberg.
- De Mokker – Koekelare: orgel gemaakt met recuperatie materiaal van diverse orgels, 1 klavier, pedaal, recuperatie van een register afkomstig uit het Klais-orgel van de kathedraal van Brugge.
- Stalhille: reiniging orgel, terug monteren van de mixturen, nieuwe orgelventilator.
- Veurne St Walburga: reiniging orgel.
- Ieper Heilig Hartgesticht: reiniging orgel.
- Knesselare: reiniging orgel.
- Gent kathedraal: reiniging orgel.
- Steenkerke: orgelventilator geplaatst.

1960:
- Moerkerke: nieuw orgel, 21 spelen, 2 klavieren, pedaal.
- Kortrijk paters Passionisten: nieuw orgel, 25 spelen, 2 klavieren, pedaal.
- Borsbeke: nieuw orgel, gedeeltelijke recuperatie pijpwerk, 14 spelen, 2 klavieren, pedaal.
- Gent bisschoppelijk seminarie: ombouw orgel van Reygaert, 2 klavieren, pedaal.
- Boekhoute: nieuw orgel 25 spelen, 2 klavieren, pedaal.
- Erondegem: ombouw, 10 registers, 1 klavier, pedaal.
- Orgelventilator geplaatst te Sint Jan ter Biezen – Watou, Lampernisse en Damme.
- Marialoop – Meulebeke: reiniging Lovaert orgel, windlade in lood zoals deze te Zonnegem, slepen in zink.
- Sint Joris ten Distel: reiniging en nieuw klavier.

1961:
- Vaalbeek: paters Minderbroeders, nieuw orgel, 24 spelen, 2 klavieren, pedaal. De paters hebben zelf de orgelkast gemaakt.
- Ertvelde, kapel O.L.Vrouw van Stoepe: reiniging orgel en ventilator gemonteerd.
- Steenvoorde: Frans Vlaanderen, nieuw orgel in oude kast, met gedeeltelijke recuperatie pijpwerk van Heidenreich, 3 klavieren, (slechts 2 reëel) pedaal.
- Sint Kruis Winkel: reiniging Vereecken orgel, 14 spelen, 2 klavieren, pedaal.
- Nieuwpoort O.L.Vrouwkerk: nieuw orgel, 3 klavieren, pedaal.
- Machelen aan de Leie: ombouw Corneille Cacheux-orgel (was eerder reeds verbouwd door Joris uit Ronse) 25 spelen, mechanische tractie voor de 2 klavieren, elektrische tractie voor pedaal, elektro-pneumatische registertractie.

1962:
- Beveren-Waas, Sint Martinuskerk: ombouw orgel Charles Anneessens, 33 spelen,2 klavieren, pedaal.
- Kuurne: St Michielskerk, vergroting orgel Pieter Loncke (sr.), 2 klavieren, pedaal.
- Kluizen: nieuw orgel, 15 spelen, 2 klavieren, pedaal.
- Gijvelde: Frans Vlaanderen, nieuw orgel 15 spelen, 2 klavieren, pedaal.
- Vlissegem: vergroting, 15 spelen, 2 klavieren, pedaal.
- Deinze zusters van de H. Vincentius, verbouwing orgel Vereecken, 2 klavieren, pedaal.
- Zedelgem Sint Laurentiuskerk: reiniging orgel, 1 klavier, kistpedaal. Volgens de stijlkenmerken van het orgelmeubel en de versiering op de frontpijpen, werd dit orgel aanvankelijk gemaakt door Louis (?) de la Haijes. Zie in dit verband ook de Snelinventaris Het orgel in Vlaanderen deel IV A, p. 443-447, 450. De gegevens hieromtrent zijn foutief opgenomen verklaringen van Frans Loncke aan A. Deschrevel, J.P. Felix en L. Lannoo. Dezelfde stijlkenmerken zijn te vinden op het plan dat de la Haijes tekende voor zijn orgel voor het klooster van de Nieuwen Bosch te Gent, zijn orgel te Kalken, te Maarke (stond aanvankelijk in de hoofdkerk van Geraardsbergen), Wachtebeke (Sint Catherinakerk), Donk – Maldegem en Neerheylissem.

1963:
- Kortemark: 26 spelen, 2 klavieren, pedaal.
- Moerzeke St. Martinuskerk: vergroting, 15 spelen, 2 klavieren, pedaal.
- Velzeke klooster zusters penitenten: verbouwing orgel Guillaume Davidt – Van Peteghem, 1 klavier, mechanisch.
- Wielsbeke: nieuw orgel, 15 spelen, 2 klavieren, pedaal.
- Vosselare: nieuw orgel, 2 klavieren, pedaal.
- Aalter, Sint Corneliuskerk: ombouw en vergroting, 20 spelen, 2 klavieren, pedaal.
- Bellem: nieuw orgel, 2 klavieren, pedaal.
- Roeselare, kapel stedelijk ziekenhuis, nieuw orgel, 1 klavier, 7 spelen verdeeld in bas- en diskant, mechanisch.
- Hondschote (Frans Vlaanderen): restauratie oorlogsschade W.O. II, 28 spelen, 2 klavieren, pedaal, mechanische tractie.
- Warhem (Frans Vlaanderen): restauratie oorlogsschade W.O. II, 15 spelen, 2 klavieren, pedaal, mechanisch.
- Gent St Baafskathedraal: orgel in de crypte, 1 klavier, mechanisch met gedeeltelijke recuperatie van het pijpwerk van het orgel van Ressegem en van het voormalig orgel van de zusters van het klooster van de Presentatie (Nieuw Geestelijk Hof) te Beveren-Waas.

1964:
- Zeebrugge St. Donaas: nieuw orgel, 16 spelen, 2 klavieren, pedaal, mechanische toetstractie.

Het eerste orgel dat in een omsloten orgelkast werd gebouwd in West-Vlaanderen. Voortaan werden de orgels gebouwd volgens de neo-barok stijl.
- Beveren-Waas: zusters O.L.Vrouw Presentatie, nieuw orgel, 2 klavieren, pedaal, 17 spelen.
- Deinze-Petegem: ombouw van een Anneessens orgel, 2 klavieren, pedaal.
- Tielt, paters Minderbroeders, nieuw orgel in oude kast, 2 klavieren, pedaal.
- Oekene: ombouw Van Peteghem-orgel, 1 klavier.
- Roborst: reiniging.
- Uxem, Noord Frankrijk: nieuw orgel 16 spelen, 2 klavieren, pedaal, mechanische tractie, orgel enkele jaren nadien vernield ingevolge kerkbrand.
- Belle (Bailleul Saint Vaast) Frans Vlaanderen, reiniging orgel.

1965:
- Gistel Sint Godelieve abdij: nieuw orgel, 10 spelen, 2 klavieren, pedaal, beeldhouwwerk en dorure uitgevoerd door Albert D'Havé uit Eeklo, de polychromie van de orgelkast is van Odiel Schapman uit Esen.
- Marke: Sint Brixiuskerk: nieuw orgel, 19 spelen, 2 klavieren, pedaal, beeldhouwwerk van Albert D'Havé.
- Gent studieorgel G. Verschraegen: 1 klavier, pedaal, 7 spelen.
- Huisorgel van Frans Loncke, zelfde bezetting.
- Ooike: verbouwing 1 klavier, mechanisch.
- Koekelberg, studieorgel Mr. De Broeck, 2 klavieren, pedaal.
- Beveren-Waas Sint Martinuskerk: plaatsen van een tweede speeltafel in het koor.

1966:
- Izegem H. Familiekerk: 7 spelen, 2 klavieren, mechanisch.
- Hertsberge: restauratie.
- Klerken: verbouwing orgel, 20 spelen, 2 klavieren, pedaal.
- Rollegemkapelle: 7 spelen, 1 klavier, mechanisch.
- Sint Martens Latem: unit, 2 klavieren, pedaal, orgel in oude kast en recuperatie oud pijpwerk. De koppen van de torens van de kast werden gerecupereerd uit de voormalige orgelkast van het klooster van de zusters O.L.Vrouw Presentatie (Nieuw Geestelijk Hof) uit Beveren-Waas.
- Diksmuide Sint Niklaaskerk: nieuw orgel, 53 spelen, 3 klavieren, pedaal. Het grootste orgel door de firma gebouwd.

Op pensioenstelling van Pieter Loncke (jr.), debuut Jan Loncke tweede zoon van Frans Loncke.
- Landegem: nieuw orgel, 17 spelen, 2 klavieren, mechanische toetstractie, elektrische registertractie. Eerste orgel geïntoneerd door Walter Debruyne onder de leiding van Gerard Loncke. Eerste orgel dat gebouwd werd in een klassieke orgelkast in Oost-Vlaanderen.
- Lowingen (Luigne) verbouwing, 2 klavieren, pedaal, mechanische tractie.
- Anzegem klooster: orgelventilator geplaatst.

1967:
- Balgerhoeke – Eeklo: nieuw orgel, 21 spelen, 2 klavieren, pedaal.
- Heist aan zee, verbouwing orgel Frederik Loncke, 22 spelen, 2 klavieren, pedaal.
- Veurne Sint Walburgakerk: vergroting en verplaatsing orgelkast, 42 spelen, mechanische toetstractie en elektrische registertractie, 3 klavieren, pedaal. Herstel beeldhouwwerk door Eric Claeys uit Zarren, dorure Willy Reynaert uit Diksmuide.
- Zwevezele St Aldegondiskerk: verplaatsing en verbouwing Van Peteghem-orgel, 2 klavieren, pedaal. Kolegem - Mariakerke bij Gent: 7 spelen, 1 klavier, mechanisch.
- Sint Niklaas, broeders Hiëronimieten, 7 spelen, 1 klavier, mechanisch..
- Anzegem (parochiekerk): orgelpositief 1 klavier, werd jaren nadien door de kerkfabriek verkocht aan orgelmaker Bruggeman, die het met gereduceerd pijpenbestand heeft geplaatst in de kerk van Rollegem.
- Deerlijk St Lodewijk: verbouwing Corneille Cacheux-orgel 9 spelen, 1 klavier, mechanisch.
- Deftinge parochiale kerk: verbouwing Van Peteghem orgel, 1 klavier.
- Oostduinkerke: nieuw orgel, 23 spelen, 2 klavieren, pedaal.
- Knokke H.Hartkerk: reiniging orgel.
- Oostende huisorgel van Stefaan Dombrecht, 1 klavier en pedaal.

Debuut Jos (jr.) Loncke, oudste zoon van Frans Loncke in 1968
- De Haan H. Monicakerk, nieuw orgel 7 registers, 1 klavier, mechanisch; heeft tijdelijk gediend als vervangingsorgel in de Sint Walburgakerk te Veurne.
- Torhout Don Boscokerk: 7 registers, 1 klavier, mechanisch.
- Gent St Lievenscollege, aan de Steendam, reiniging orgel, plaatsen van een ventilator
- Kortrijk Sint Janskerk: nieuw orgel, 2 klavieren, pedaal.
- Kortrijk Sint Maartenskerk: nieuw koororgel, 26 spelen, 2 klavieren, pedaal, elektrisch.
- Daknam: verbouwing Bremser-Vereecken orgel, 9 registers, 1 klavier, mechanisch. Laatste orgel geïntoneerd door Gerard Loncke vóór zijn plotseling overlijden.
- Ekkergem – Gent Sint Martinus, nieuw orgel, gedeeltelijke recuperatie en getransformeerd pijpwerk van het Oscar Anneesens-orgel en nieuw pijpwerk, ontwerp orgelkast: Gabriël Loncke, beeldhouwwerk van Albert D’Havé uit Eeklo, 2 klavieren, pedaal, mechanische toets- en registertractie, elektrische tractie voor het pedaal. Eerste orgel geïntoneerd door Gabriël Loncke onder de leiding van Pieter (jr) Loncke. Eerste orgel dat in het bisdom Gent gebouwd werd in een orgelkast en versierd met beeldhouwwerk.
- Watervliet: nieuw orgel in oude kast van Jacques Sauvage, 26 spelen, 2 klavieren, toetstractie mechanisch, pedaal en registertractie elektrisch. Orgelkast hersteld en verbouwd door beeldhouwer Gaston Dobbelaere uit Waarschoot. De waardevolle panelen met decoratief lijstwerk uit de voet van de orgelkast werden door Dobbelaere verwijderd.
- Wevelgem, Sint Theresia: 7 spelen, 2 klavieren, pedaal, mechanisch.
- Rekkem Maagd der armen, nieuw orgel.
- Kerksken: nieuw orgel 7 registers, 1 klavier, mechanisch.

1969:
- Sijsele: ombouw, 17 spelen, 2 klavieren, pedaal, mechanische tractie, pedaal elektrisch.
- Gistel decanale kerk: nieuw orgel, recuperatie van enkele spelen van het Anneessens-orgel, 26 spelen, 2 klavieren, pedaal, mechanische toetstractie, elektrische registertractie.
- Izenberge: Sint Mildretakerk, nieuw orgel, recuperatie van orgelpijpen van Berger en de trompet van Pieter Loncke (sr), 14 spelen,2 klavieren, pedaal, mechanische tractie. Orgelkast ontworpen door pastoor Louis Vanheule, beeldhouwwerk van Albert D'Havé uit Eeklo.
- Izenberge kapel: nieuw orgel in oude kast, 6 spelen, 1 klavier, mechanisch.
- Houtave: plaatsing orgelventilator.

1970:
- Wippelgem – Evergem: ombouw orgel Lovaert, 9 spelen, 1 klavier, mechanisch.
- Emelgem – Izegem: ombouw, 20 spelen, 2 klavieren, pedaal, mechanische tractie.
- Brugge Sint Janshospitaal, ombouw orgel van Mondt, 2 klavieren, pedaal, elektrische tractie.
- Bachte Maria Leerne, nieuw orgel, gedeeltelijke recuperatie oud pijpwerk, 1 klavier, mechanisch.
- Wevelgem, Onbevlekt hart van Maria: nieuw orgel.
- Doornzele – Evergem: nieuw orgel, 25 spelen, 2 klavieren, mechanische toetstractie, pedaal en registertractie elektrisch.
- Tassche Ardooie: nieuw orgel 1 klavier mechanisch.
- Koekelberg H. Hartbasisliek, reiniging.
- Kachtem: ombouw orgel Forrest 1887, 21 spelen, 2 klavieren, pedaal, mechanisch.

1971:
- De Panne O.L.Vrouw: reiniging orgel van Klais.
- Merkem: reiniging orgel.
- Wetteren Sint Gertrudis: ombouw orgel Schyven, 2 klavieren, pedaal, elektrisch.
- Heule O.L.Vrouw van Fatima: 6 spelen, 1 klavier, mechanisch.
- Sint Kruis – Brugge Sint Franciscus van Assië, nieuw orgel, 19 spelen, 2 klavieren, pedaal, elektrisch.
- Kalken: ombouw orgel in kast van Louis De la Haijes, destijds verbouwd door Daem uit Appelterre, 28 spelen, 2 klavieren mechanische toets- en registertractie, pedaal elektrisch.
- Beveren – Leie: nieuw orgel, 16 spelen, 2 klavieren, pedaal, mechanische toetstractie, elektrische registertractie.
- E.H. De Waele Wippelgem – Evergem, kistorgel 1 klavier, dit orgel werd door de erfgename nadien verkocht aan de nieuw gebouwde kerk van Petegem (Deinze).
- Kortrijk 't Hooge: 1 klavier.

1972:
- Esen: gedeeltelijke recuperatie en nieuw pijpwerk, 2 klavieren, pedaal, mechanische tractie. Kastontwerp: Gabriël Loncke. Beeldhouwwerk Albert D’Havé Eeklo, dorure Willy Reynaert Diksmuide.

Debuut van Marc Loncke, derde zoon van Frans Loncke.
- Donk – Maldegem: reiniging orgel (de la Haijes – Van Peteghem), 1 klavier.
- Wenduine: reiniging orgel.
- Bornem huisorgel mr. Noël, 2 klavieren, pedaal, mechanisch, recuperatiemateriaal.
- Jabbeke: verbouwing en verplaatsing orgel.
- Waregem, decanale kerk, kistorgel.
- Edewalle – Handzame: nieuw orgel, mechanisch, gebouwd in een neo-gotische orgelkast afkomstig van een pensionaat te Blankenberge.
- Sint Jan ter Biezen – Watou: verbouwing orgel van Pieter Loncke (sr), beschadigd ingevolge blikseminslag op de toren, 9 spelen, 1 klavier mechanisch.
- Onze Lieve Vrouw Lombeek: verbouwing orgel van Goynaut – Van Peteghem, 2 klavieren, pedaal, mechanisch.
- Belsele: verbouwing Van Peteghem orgel, 21 spelen, 2 klavieren
- Hamme H. Familie: nieuw orgel, 1 klavier 7 spelen, mechanisch.

1973:
- Wulveringem – Beauvoorde: verbouwing, 14 spelen, 2 klavieren, mechanisch.
- Moere: restauratie Van Peteghem orgel, 13 spelen, 1 klavier.
- Mannekensvere: kistorgel 1 klavier.
- Poperinge – 't Vogeltje: nieuw orgel, 1 klavier
- Gent Conservatorium (?) of G. Verschraegen (?): continuo orgel.
- Snaaskerke: nieuw orgel, 1 klavier, aangehangen pedaal, mechanische tractie.
- Lokeren Muziekacademie, overplaatsing unit studieorgel G. Verschraegen.

De orgels van Klais waren aanvankelijk uitgerust met een groep draaistroommotor gekoppeld aan een compound dynamo (schakeling van de spoelen in shunt en serie). Wegens sleet aan de collectoren en de koolborstels, werden deze machines rond 1970 vervangen door een transfo-gelijkrichter van Siemens, bij de orgels van de kathedraal van Gent en Brugge, van de kerk Sint Pietersbuiten te Gent en de Heilig Hartkerk te Knokke.
Volgende orgels werden jaarlijks gestemd door de firma: Brussel Ongeschoeide Carmelieten (Roetinger), Brussel O.L.V. ten troost, Brussel O.L.Vrouw van de Zavel (Schyven).

### Activiteiten uitgevoerd door Gabriël Loncke als orgeladviseur, bestaande in het opmaken van ontwerpen en toezicht voor orgelrestauraties en nieuwe orgels

#### a) historische restauraties vermeld in de brochure:Orgels van Vlaanderenuitgave van M & L Vlaamse Gemeenschap.
- Balen Sint-Andrieskerk (Penceler), restaurator Gisella De Maeyer (Ghislain Potvlieghe) uit Denderwindeke
- Roosbeek - Boutersem Sint-Annakerk (anoniem), restaurator Jean Pierre Draps uit Erps-Kwerps
- Brasschaat Sint-Antoniuskerk (Vermeersch), restaurator Bernard Pels uit Herselt
- Dendermonde Sint-Egidiuskerk (Jan Matthys – Van Peteghem – Vereecken), restaurator B. Pels
- Semmerzake Sint-Pieters-Banden (Van Peteghem), restaurator Leon Verschueren uit Heythuysen NL
- Gent karmelieten kerk (Schyven), restaurator J.P. Draps
- Gent orgel van de kerk Onze Lieve Vrouw Sint Pieter (P.C. Van Peteghem), restaurator B. Pels
- Idegem sint Pieters Banden (Rochet), restaurator J.P. Draps
- Herentals kapel oud gasthuys (Van Peteghem), restaurator J.P. Draps
- Sint Pieterskapelle bij Herne (P.H. Anneessens), restaurator Albéric Thunus uit Malmedy, dringende instandhoudingswerken Pierre Decourcelle uit Mont Saint Aubert
- Sint Antelinks sint Gertrudiskerk (Van Peteghem), restaurator J.P. Draps
- Laarne sint Macariuskerk (Langlet -Van Peteghem), restaurator Leon Verschueren
- Leuven begijnhofkerk (Goltfuss), restaurator G. De Maeyer
- Etikhove Sint-Britiuskerk (Van Peteghem + ouder pijpwerk en kast), restaurator Loncke Orgelbouw uit Zarren, het sint Ceciliabeeld werd gebeeldhouwd door Albert D’Havé uit Eeklo
- Oppem – Meise sint Stefanuskerk (Coppin), restaurator A. Thunus
- Ninove decanale kerk (Forceville en ouder pijpwerk), restaurator Loncke Orgelbouw
- Volkegem Sint-Martinuskerk (Hubau), restaurator: Les Artisants Facteurs d'orgues uit Doornik (Bertrand Couvreur)
- Schelle SS Petrus en Pauluskerk (Van Peteghem), restaurator Jos Stevens uit Duffel
- Booitshoeke Sint-Audomaruskerk (Van Houtte), restaurator Etienne De Munck uit Hamme
- Sint-Lievens-Houtem Sint-Michielskerk (Van Peteghem), restaurator G. De Maeyer, recente dringende onderhoudswerken uitgevoerd door Stefaan Loncke
- Sombeke – Waasmunster Sint-Rochuskerk (Vereecken), restaurator A. Thunus
- Massemen Sint Martinuskerk (Van Peteghem), restaurator J. Stevens
- Nossegem Sint-Lambertuskerk (Rochet), restaurator G. De Maeyer (eerste historisch georiënteerde restauratie in Vlaanderen), 1972

#### b) andere restauratieprojecten uitgevoerd met de restauratie of onderhoudspremie van de Vlaamse Gemeenschap
- Oostkamp Sint-Pieterskerk (Van Eynde), restaurator Leon Verschueren
- Tienen Onze-Lieve-Vrouw-ten-Poelkerk (Merklin – Schütze), restaurator Gerard Pels uit Herselt
- Hamme Sint-Annakerk (Van Peteghem)), restaurator Gerard Pels – Filip Nijs
- Overmere Onze-Lieve-Vrouw-Hemelvaartkerk (Vereecken), restaurator Bertrand Couvreur uit Doornik
- Leuven Oud Gasthuys – kapel van het Augustinessenklooster (Van Peteghem), restaurator G. Pels
- Aartselaar Sint-Leonarduskerk (Van Peteghem) – Mondt - Geurts), restaurator B. Couvreur
- Iddergem Sint-Amanduskerk (Vereecken), restaurator B. Couvreur, dringende instandhoudingswerken E. De Munck
- Sint Truiden begijnhofkerk (Ancion), restaurator P. Decourcelle
- Stavele sint Jan Onthoofding (Van Peteghem)), restaurator Jan Lapon uit Diksmuide, nieuw pijpwerk Alex Belmans uit Kersbeek
- Deerlijk sint Columbakerk (Delmotte), restaurator J. Lapon, nieuw pijpwerk Alex Belmans.
- Heusden (O.Vl.) Heilig Kruiskerk (Vereecken), restaurator Filip Nijs uit Nieuwerkerken (Limburg)
- Eeklo sint Vincentiuskerk – dringende instandhoudingswerken (Schyven), restaurator Paul Lombaerts uit Meerbeke
- Zonnegem (Lovaert), restaurator Joris Potvlieghe uit Tollembeek, dringende instandhoudingswerken P. Decourcelle
- Mespelare Sint-Aldegondiskerk (Goynaut), restaurator Guido Schumacher uit Baelen
- Merchtem (François Loret), restaurator A.Thunus uit Bütgenbach
- Rossem dringende instandhoudingswerken (Forceville), restaurator J.P. Draps
- Okegem O.L.Vrouwkerk (P.H. Anneessens), restaurator Stan Arnauts
- Kortrijk begijnhofkerk (Medaer? – De Ryckere), restaurator G. Pels, nieuw pijpwerk Alex Belmans Kerbeek.
- Hulste Sint-Pieterskerk (Cacheux, de orgelkast van zijn orgel te Lozer werd als model genomen voor de reconstructie van het beeldhouwwerk), restaurator J. Lapon, beeldhouwwerk Donaat Vanoverschelde uit Zarren, nieuw pijpwerk Alex Belmans
- Gent Sint-Stefanuskerk (paters Augustijnen) (Forrest), restaurator Pels-Van Leeuwen uit ’s Hertogenbosch NL
- Hoogstraten begijnhofkerk, (Delhaye), restaurator J. Lapon, beeldhouwwerk D. Vanoverschelde
- Minderhout Sint-Clemenskerk (Vermeersch), restaurator J. Lapon, beeldhouwwerk D. Vanoverschelde, nieuw pijpwerk Alex Belmans uit Kersbeek.
- Meerle Sint-Salvatorkerk 1e fase (Titz – Van Peteghem)), restaurator J. Lapon, nieuw pijpwerk Alex Belmans uit Kersbeek
- Grembergen Sint-Margarethakerk (Vereecken), restaurator F. Nijs
- Zulzeke Sint-Jan-in-de-olie (Hooghuys), restaurator J. Lapon
- Malderen Sint-Amanduskerk 3 fasen instandhoudingswerken (Van Peteghem) – François Loret), restauratoren: E. De Munck – A. Thunus – J. Lapon
- Brugge kapel Onze Lieve Vrouw van Blindekens (Berger), restaurator Lapon, beeldhouwwerk D. Vanoverschelde, polychromie F. Nijs
- Puivelde – Belsele sint Jobkerk (Hooghuys), restaurator J. Lapon, nieuw pijpwerk Alex Belmans uit Kersbeek
- Herdersem O.L.Vrouwkerk (koororgel Van Peteghem), doxaalorgel Vereecken), restaurator F. Nijs
- Wezembeek – Oppem Sint-Pieterskerk (Rochet), restaurator J. Lapon, beeldhouwwerk D. Vanoverschelde, nieuw pijpwerk Alex Belmans uit Kersbeek
- Millegem – Ranst Onze-Lieve-Vrouwkapel (Dillens en oudere pijpen), restaurator J. Lapon, beeldhouwwerk D. Vanoverschelde, nieuw pijpwerk Alex Belmans uit Kersbeek
- Knesselare sint Willibrorduskerk (Vereecken), restaurator J. Lapon, beeldhouwwerk D. Vanoverschelde
- Maarke sint Eligiuskerk (de la Haijes – Van Peteghem)), restaurator J. Lapon, beeldhouwwerk D. Vanoverschelde, nieuw pijpwerk Alex Belmans.
- Houtem – Vilvoorde sint Antonius abt kerk (tot en met de aanbesteding, het toezicht werd verder gezet door Wenceslaus Mertens uit Aalst, orgel van G. Davidt – Th. Smet, restaurator Joris Potvlieghe
- Galmaarden dringende instandhoudingswerken (P.H. Anneessens), restaurator Couvreur
- Vrasene H. Kruiskerk (ontwerp) (Van Peteghem), restaurator Loncke Orgelbouw
- Kanegem sint Bavokerk (in uitvoering) (Geurts), restaurator J. Lapon
- Afsnee kerk Sint-Jan-de-doper (Lovaert), restaurator J. Lapon, beeldhouwwerk Vanoverschelde, polychromie Provo uit Gent
- Vlierzele Sint Fledericuskerk dringende instandhoudingswerken (Van Peteghem)), restaurator Alex Belmans uit Kersbeek - Miskom
- Alden Biezen - (ontwerp Van Peteghem), restaurator Herman Wouters uit Kontich, nieuw pijpwerk Alex Belmans uit Kersbeek.
- Evergem Sint-Christoffel (gebroeders Reygaert), restaurator J. Lapon

#### c) niet gesubsidieerde werken
- Kortrijk O.L.Vrouwkerk, doxaal orgel, met gedeeltelijke recuperatie van het Van Peteghem pijpwerk afkomstig uit het orgel van Eke, restaurator Albéric Thunus uit Bütgenbach;
- Sint Amandsberg H. Hartkerk (bouwer onbekend), verbouwd door A. Thunus;
- Sint Amandsberg Sint Amanduskerk – dringende instandhoudinswerken Vereecken-orgel, restaurator J. Stevens;
- Gent Sint Theresia: onderhoudswerken A. Thunus;
- Sint Niklaas Don Boscokerk: overbrenging orgel uit de kapel van een plaatselijke kliniek, door Hubert Van de Loo uit Heverlee;
- Opwijk (François Loret) door Les Artisans Facteurs d'orgues uit Doornik – Couvreur;
- Neerlinter, dringende onderhoudswerken door Alex Belmans
- 1984 Knokke H. Hartkerk reiniging orgel, vergroting door Klais uit Bonn, herintonatie door Klais in samenwerking met Bert De Vijlder;
- Ieper Sint Pieterskerk: medewerking met orgelmaker Bert De Vijlder uit Destelbergen, voor de overplaatsing van het orgel van de heer De Coene uit Izegem en vergroting van de orgelkast. Het orgelpositief, gebouwd door de firma Jos. Loncke en Zonen, eigendom van Gabriël Loncke, werd verkocht en staat in de Sint Carolus Borromeuskerk te Antwerpen.

#### d) ingediende voorontwerpen en ontwerpen waaraan nog geen gevolg voor uitvoering werd gegeven
Gent Sint Niklaaskerk (Cavaillé-Coll), Antwerpen Sint Carolus Borromeuskerk (Dillens – Delhaije), Abdij van Averbode (Hypolite Loret), Sint Stevens Woluwe (Rochet), Lede Sint Martinuskerk (Le Royer – Van Peteghem), Stene Sint Annakerk (Van Houtte), Hoegaarden sint Gorgonuskerk (Goynaut), Sint Pieters Leeuw (Rochet), Dikkelvenne (Van Peteghem), Vollezele (Van Peteghem), Kortrijk O.L.Vrouwkerk, voorontwerp (Van Peteghem), Waasmunster – Ruiter (Forceville), Baardegem (Rochet), Eeklo Sint Vincentiuskerk (Schyven), Leuven sint Gertrudiskerk (Penceler), Leuven Sint Quintinuskerk (Van Peteghem), Gijzegem (Van Peteghem), Mollem (Bremser – Le Blas). Aarschot (Bremser) - voorontwerp. Klemskerke (Van Peteghem – Frederik Loncke), Berlare (Van Peteghem), Londerzeel (Theodor Smet), voorontwerp. Tielt-Winge (Th. Smet) – voorontwerp, Tervuren St Jan Evangelist (Goltfuss), Bertem voor benedenpositief (Van Peteghem), Mechelen SS Pieter en Paulus (oorspronkelijk orgel van Dillens – thans Schyven). Maldegem – Donk St Jozefkerk (Louis De la Haijes).
Nog andere contacten werden gelegd voor restauratiewerkzaamheden aan orgels van diverse lokaliteiten, maar het is zoals vermeld in de parabel over de zaaier in het evangelie, zaad dat door de vogels opgepikt is of op de rots gevallen en geen vruchten draagt. Velen slaan de hand aan de ploeg maar kijken om.

#### e) ontwerp en toezicht op nieuwe orgels
- Aarschot: nieuw koororgel B. Pels;
- Eke O.Vl. (André Thomas uit Ster - Francorchamps),
- Relst – Kampenhout (Herman Wouters uit Kontich),
- Stasegem – Harelbeke (Les Artisans Facteurs d'orgues uit Doornik - Couvreur),
- Gent Sint Pauluskerk (Les Artisans Facteurs d'orgues uit Doornik - Couvreur),
- Beerse (Schumacher uit Eupen).

#### f) pro deo advies verleend voor de orgelrestauraties in Frans Vlaanderen te
Westkapel, restaurator Bernard Aubertin uit Courte Fontaine, Loberge, restaurator Michel Garnier uit Acquin - Westbécourt; Nielles les Ardres, restaurator Pierre Decourcelle uit Mont Saint Aubert bij Doornik, restaurator van het beeldhouwwerk Donaat Vanoverschelde uit Zarren.
Behalve bovenvermelde activiteiten, werd ook een stemronde onderhouden.
Stefaan Loncke (*1970), zoon van Gabriël, zet de stemronde en onderhoudswerken aan orgels voort van zijn vader. Hij heeft werken uitgevoerd te Sint-Lievens-Houtem, Middelburg (O. Vl.), Buggenhout (parochiale kerk en de Boskapel), Ieper SS Maarten en Nicolaas (in het annex gebouw, heropbouw en herintonatie van het Loncke orgel dat stond in de afgeschafte Sint-Niklaaskerk te Ieper, Vrasene en verschillende orgels in onderhoud. Hij is eveneens orgeladviseur voor de orgelrestauraties van Sint-Maria-Horebeke, Leffinge en Oudenburg. In het kader van zijn activiteiten als multidisciplinair kunstenaar heeft hij enkele hedendaagse dansperformances op orgel verricht met Ludo Geloen als organist, waaronder het met zijn vrouw Renée Iseau gecreëerde stuk Unio Mystica dat in de kathedraal van Ieper in première ging.

## Geraadpleegde bronnen
- E. G. J. Gregoir : Historique de la facture et des facteurs d'orgues 1865, p. 134 – 136
- Loncke Joseph: Geschiedenis van een orgelbouwer, verschenen in De Schalmei 1946, nr 3, p. 19-20
- idem, nr 4, blz. 21-22, idem, nr 5, blz. 23-24. Idem zijn brief dd. 19 maart 1946 gezonden naar E.P. Dom Jozef Kreps van de abdij Keizersberg te Leuven waarvan mij kopij bezorgd werd door Gilbert Huybens
- Loncke Pieter: Jeugdherinneringen uit Frans Vlaanderen 1911 – 1914. gepubliceerd in Bachten de Kupe
- Loncke Joachima: Memories van Joachima Loncke, dochter van Frederik Loncke – orgelbouwer – echtgenote van beeldhouwer Oscar Van Imschoot – betreft tijdspanne oktober 1897 – maart 1920. – in bezit van Joris Van Imschoot te Gistel.
- Deschrevel Antoon: In memoriam Meester – orgelbouwer Joseph Loncke in De Praestant 1959, p. 18–19
- Deschrevel Antoon: Overzicht van de orgels gebouwd door wijlen Joseph Loncke in De Praestant 1959, p. 58-60
- Loncke Hilaire: Bedrijvigheid van de firma Loncke in Frans-Vlaanderen, in Frans-Vlaams Jaarboekje, 1968 p. 82 en in 1971 p. 10-13
- Lannoo Luc: De orgels in het Franse Houtland, een miskent patrimonium, in De Franse Nederlanden, 1982, p. 181-208
- Hedin Bernard: Les Orgues du Pas de Calais, cahiers du patrimoine, p. 249, 392
- Hedin Bernard: Orgues en Flandres, cahiers du patrimoine, arrondissement de Dunkerque, talrijke bladzijden met betrekking tot de activiteiten van orgelbouwers Loncke. Bijdrage van Gabriël Loncke La facture flamande p. 29 tot 39 over orgelrestauraties in Vlaanderen
- Potvlieghe Ghislain Orgels in Vlaanderen, deel I Oost-Vlaanderen
- idem in Winkler Prins Encyclopedie van Vlaanderen, deel IV, 1974, p. 210-211
- Fauconnier Antoon en Roose Patrick: Orgels in Vlaanderen, deel IV A, West-Vlaanderen, arrondissementen Brugge en Oostende
- Roose Patrick: Dictionnaire des facteurs d'instruments de musique en Wallonie et à Bruxelles p. 265-266
- Notre Flandre 1960 Gingen heen: Joseph LONCKE p. 21
- Bastiaens Luk in Orgelkunst 2005, Interview Gabriël Loncke orgeladviseur, p. 231-236
- Verschillende programma's van orgelinhuldigingen van de firma Loncke in bezit van Gabriël Loncke en mondelinge overleveringen bekend bij de auteur
- Mondelinge inlichtingen van dhr Walter Debruyne voormalige intonateur bij de pvba Jos Loncke & Zonen te Esen

Familie Anneessens · Charles Anneessens · Jules Anneessens · Pieter-Hubertus Anneessens · Frans Boon · Arnold Clerinx · George Cloetens · Gebroeders Decap Antwerpen · Frans Decap · Delhaye · Familie Delmotte · De Volder · Philippe Forrest · Hooghuys · Kerckhoff · Loncke · Loret (familie) · Leo Lovaert · Mortier · Joris Potvlieghe · Pierre Schyven · Theodoor Smet · Gebroeders Van Bever · Pieter-Adam Van Dinter · Charles Louis Vanhoutte · Van Peteghem · Familie Verbeeck · Vereecken · Wim Winters